# Salvator Mundi

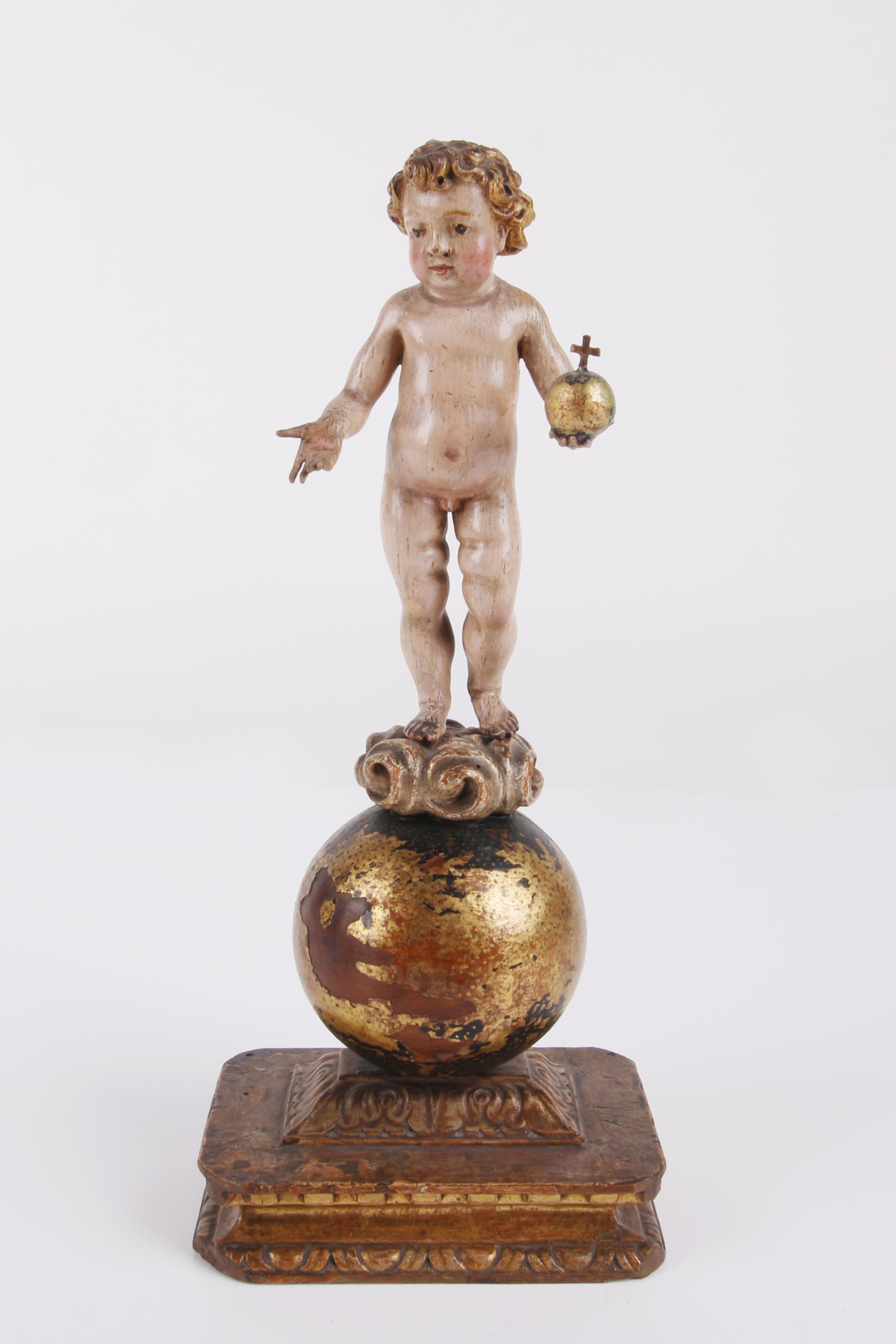
El Niño Jesús como Salvator Mundi, Portugal

Salvator Mundi ("salvador del mundo" en latín) es un tema del arte cristiano que representa el concepto cristológico de Jesucristo como salvador en su implicación escatológica para toda la humanidad (la parusía o segunda venida -véanse también Juicio Final, Cristo Juez, Cristo Rey, Transfiguración de Jesús, Redención, etc.-). Iconográficamente se reconoce por la postura de la mano izquierda sosteniendo un orbe y la de la mano derecha en acto de bendición. Los colores del ropaje también son convencionales: túnica roja y manto azul.

"En los monumentos del antiguo arte cristiano se distinguen en gran variedad la disposición de los dedos al dar la bendición. En la bendición latina aparecen desarrollados los pulgar, índice y cordial (gesto oratorio). En la griega, el índice, el cordial y el auricular, juntándose el pulgar con el anular. Algunos monumentos ofrecen la bendición con el cordial y el índice; otros, con el índice y el auricular. Muy variada es en esta materia la actual liturgia". Suele interpretarse que la bendición con tres dedos simboliza la Trinidad divina, y la bendición con dos dedos la dúplice naturaleza de Cristo, humana y divina; mientras que la bendición con la mano abierta, desarrollando los cinco dedos, representa las Cinco Llagas.
La representación similar que se hace con Jesucristo niño se denomina Niño Jesús de Praga o "Niño de la Bola".
Otras representaciones similares son el Pantocrátor y la Maiestas Domini, en que Cristo también bendice (Cristo bendiciendo, Cristo bendiciente o Cristo bendicente), pero suele sostener en su mano izquierda un libro, no un orbe.

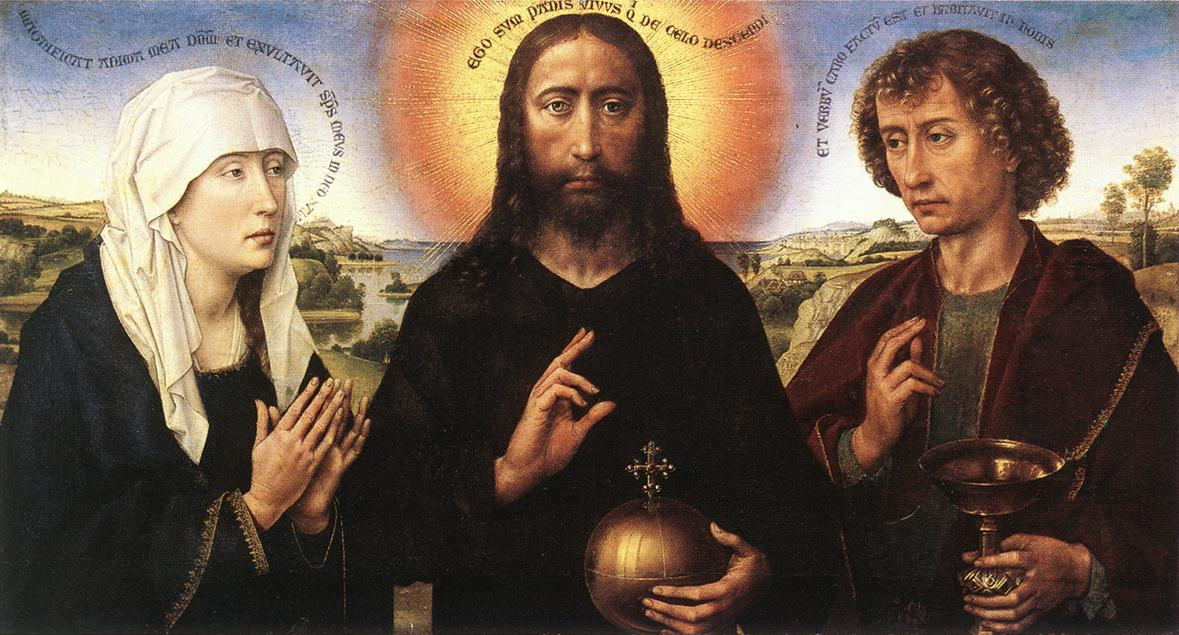
Panel central del llamado Tríptico Braque.

El tema Salvator Mundi, que mezclaba esas iconografías con la de la Santa Faz, tuvo gran desarrollo en la pintura de la segunda mitad del siglo XV a partir del Tríptico Braque de Rogier van der Weyden (1452), tanto por los primitivos flamencos (Jan van Eyck, Hans Memling, Gérard David), como  los italianos (Antonello da Messina) y los españoles (Fernando Gallego). En el cambio de siglo fue tratado por Leonardo da Vinci y Alberto Durero. En el siglo XVI fue repetidamente representado por Tiziano (varias de estas obras se conservan en el Hermitage).

## Iconografía

### Pintura

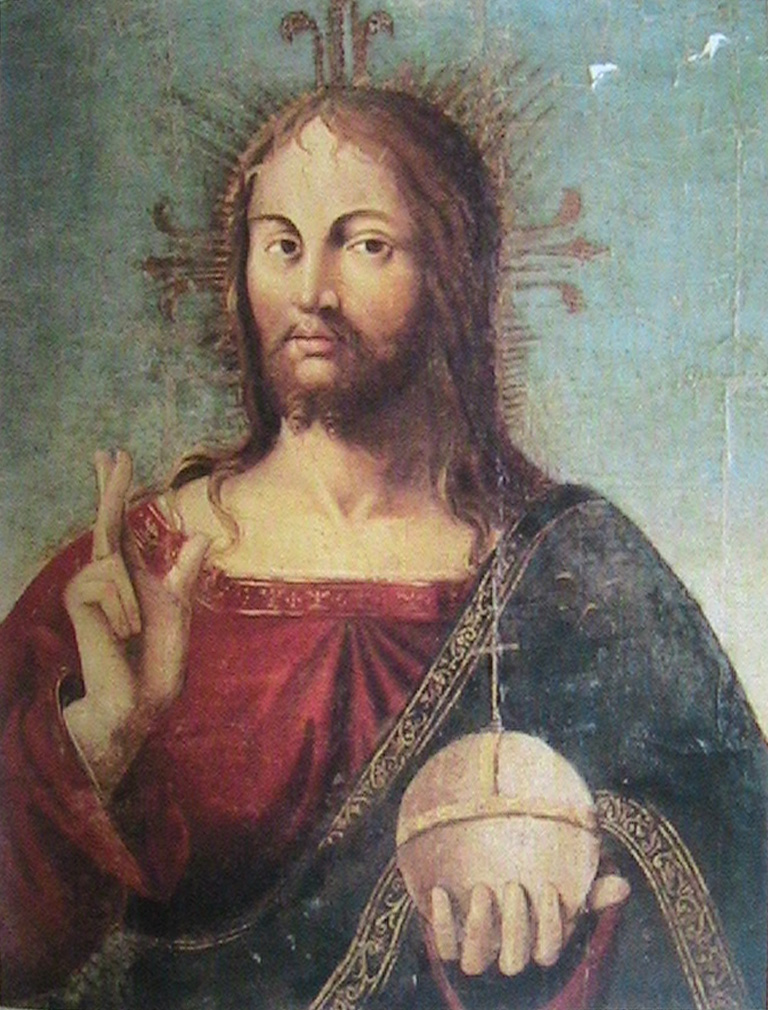
Versión de Antonello da Messina.
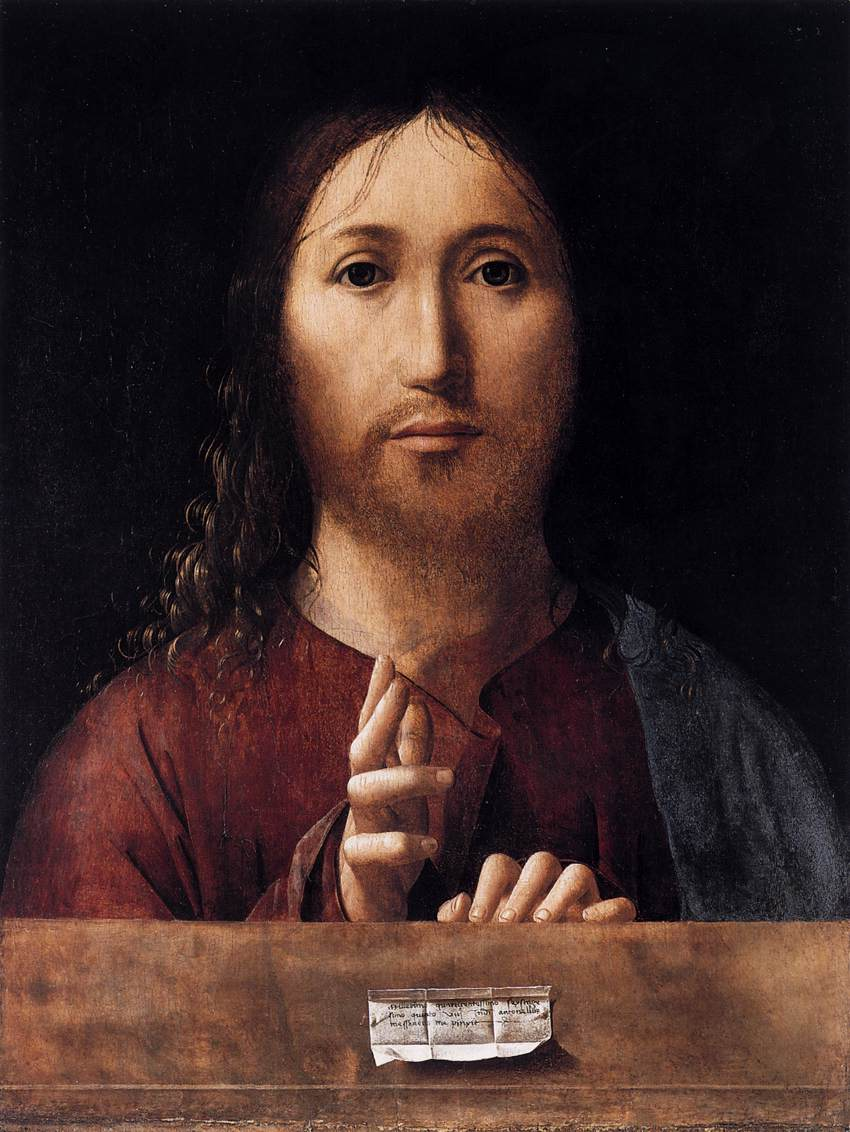
Versión sin orbe de Antonello da Messina, ca. 1465.
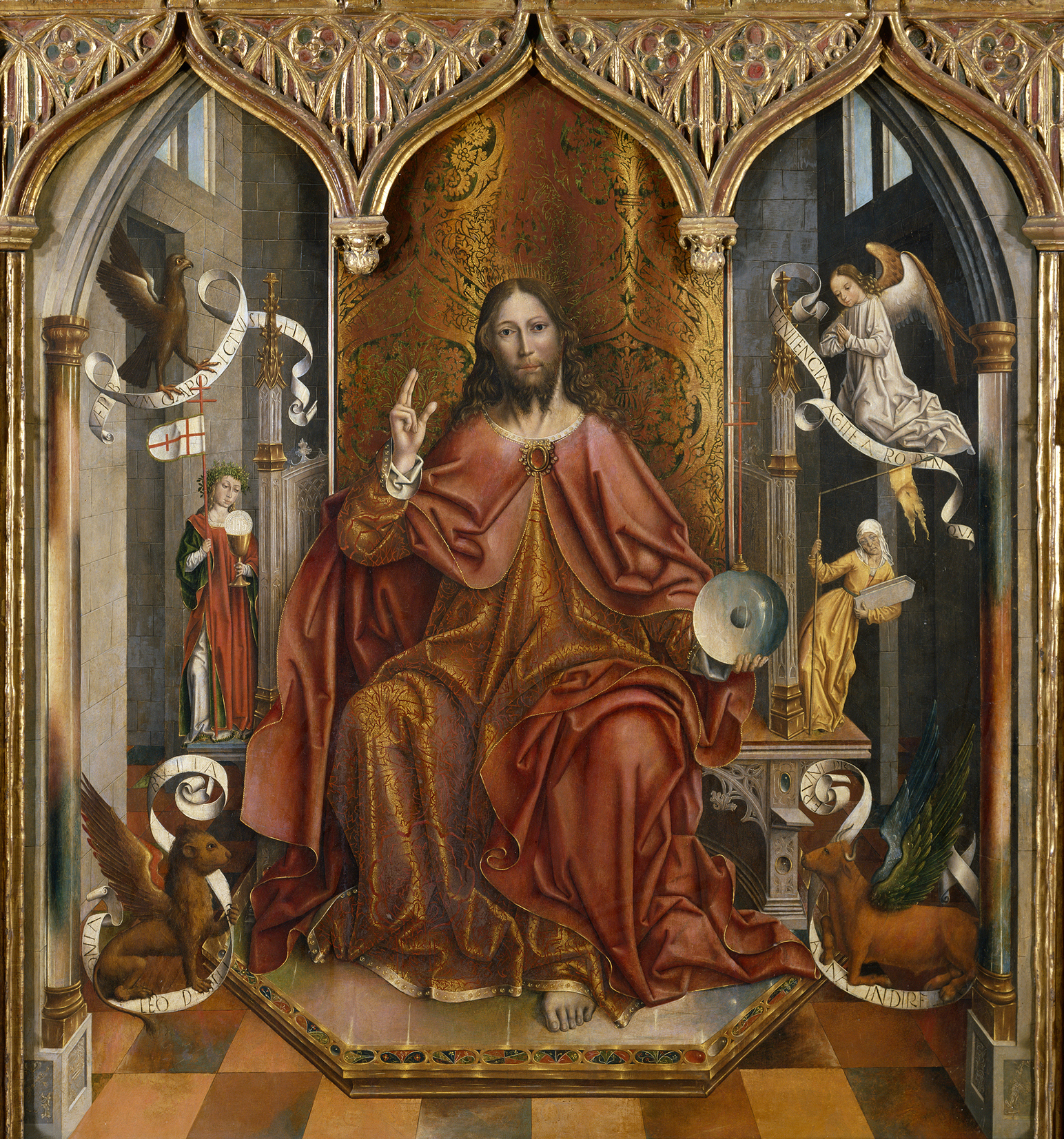
Versión con el tetramorfos, de Fernando Gallego.
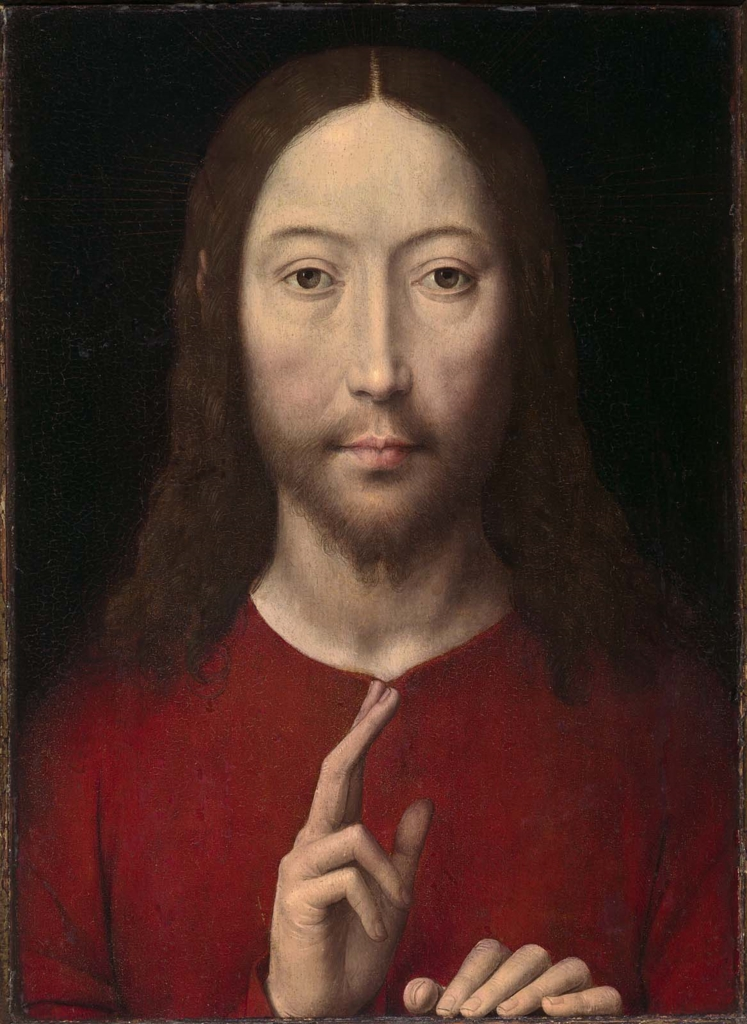
Versión sin orbe de Hans Memling, 1481
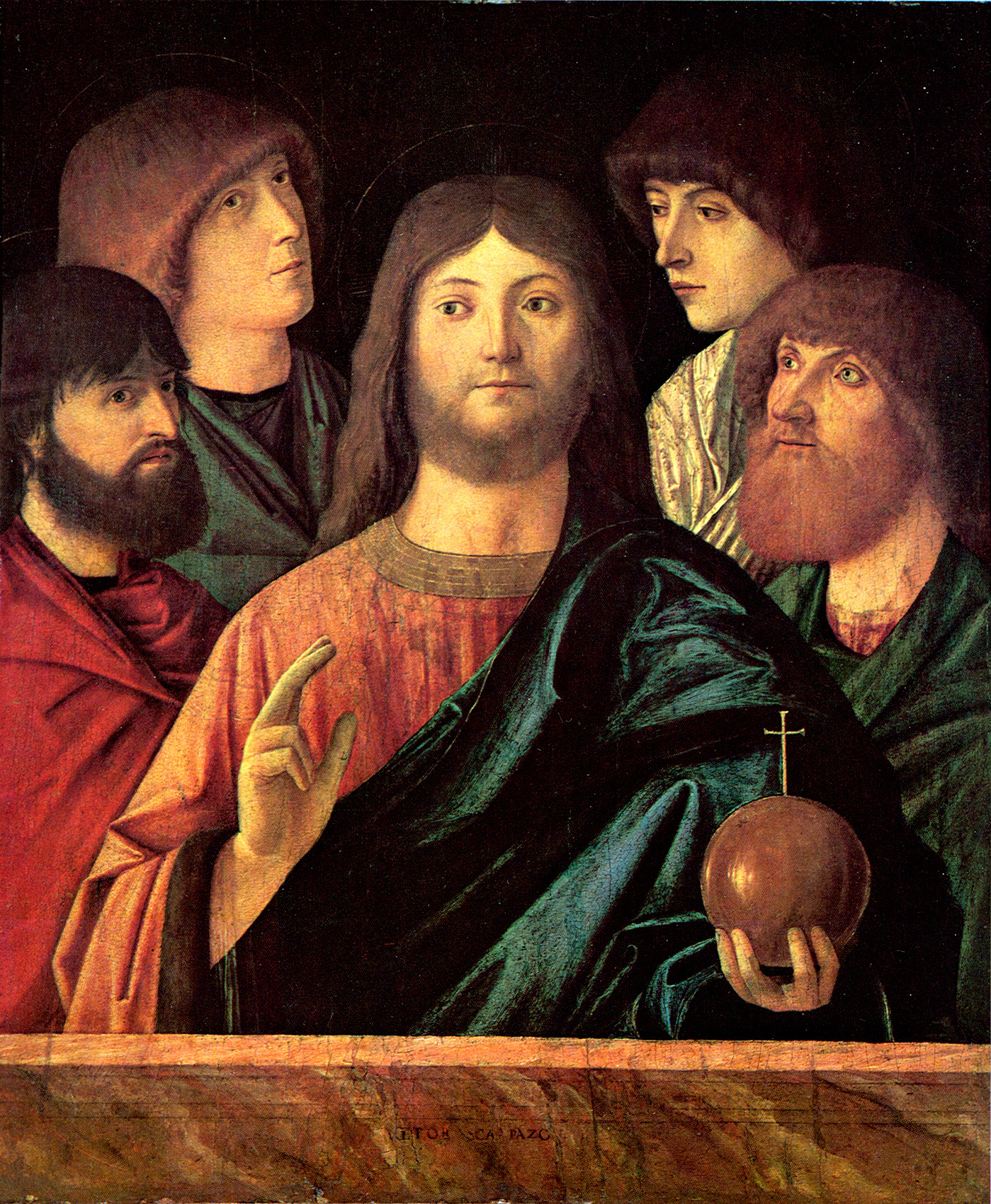
Versión con cuatro apóstoles, de Vittore Carpaccio, ca. 1480-1490.
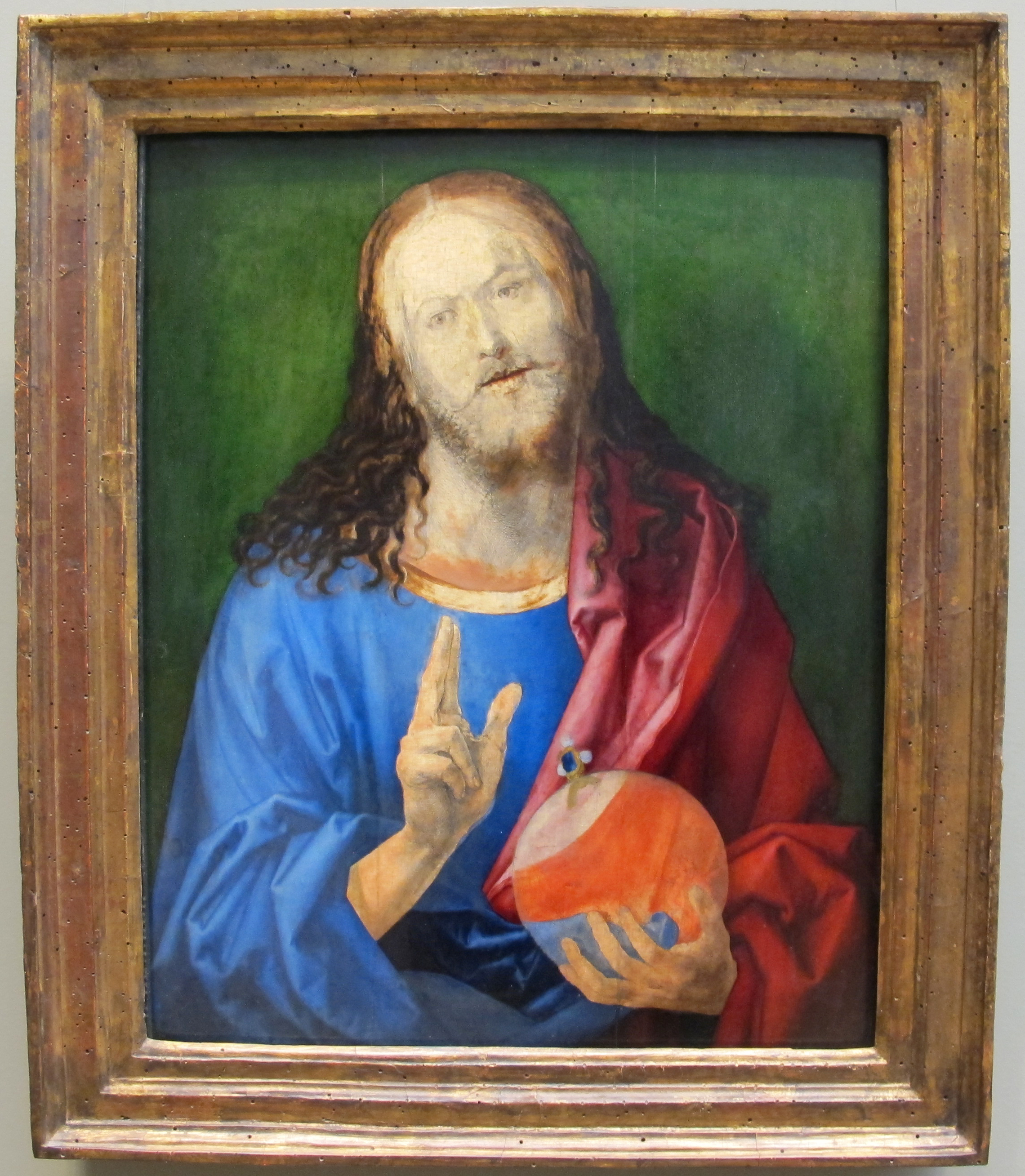
Versión de Alberto Durero, ca. 1505.
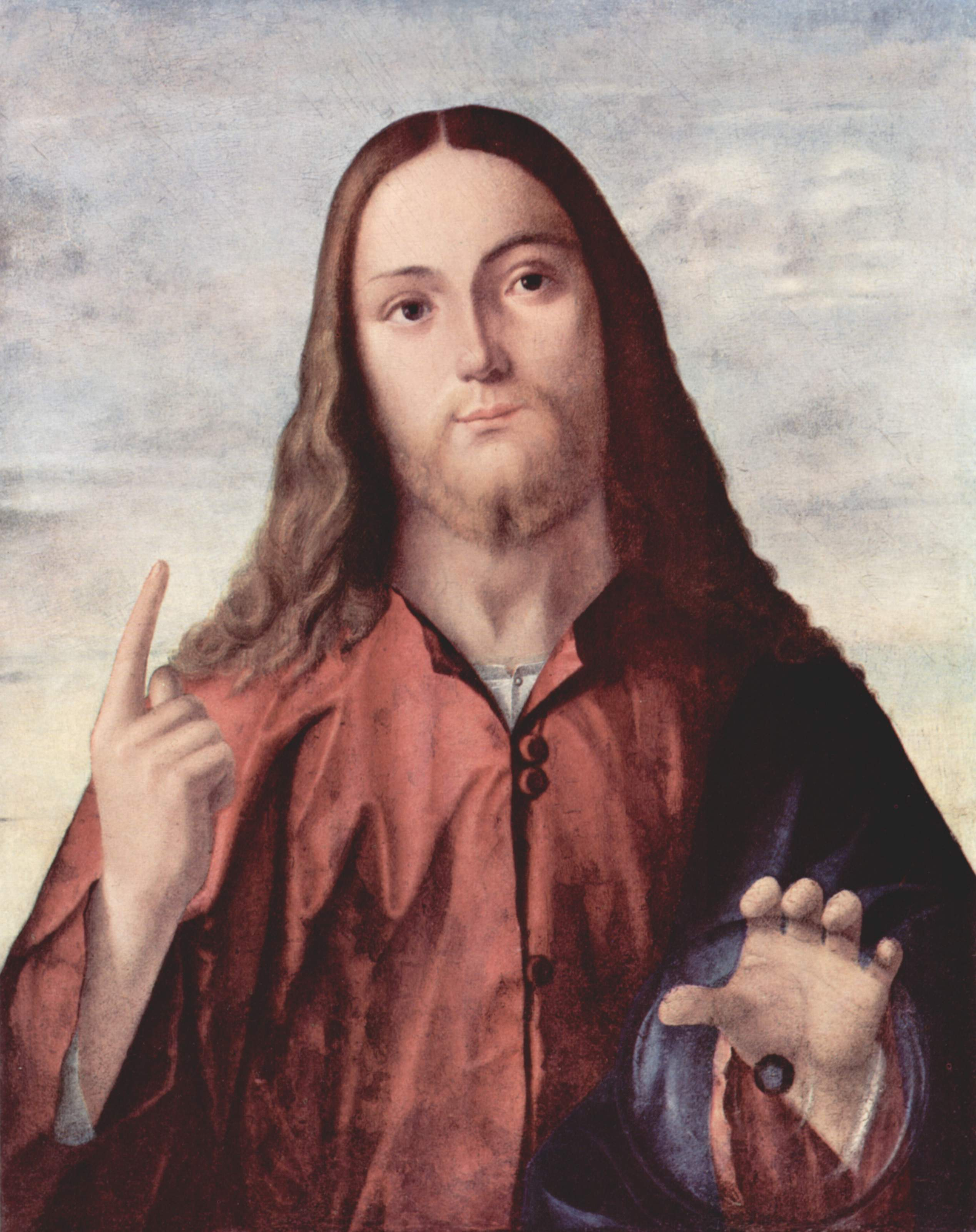
Versión de Vittore Carpaccio, ca. 1510.
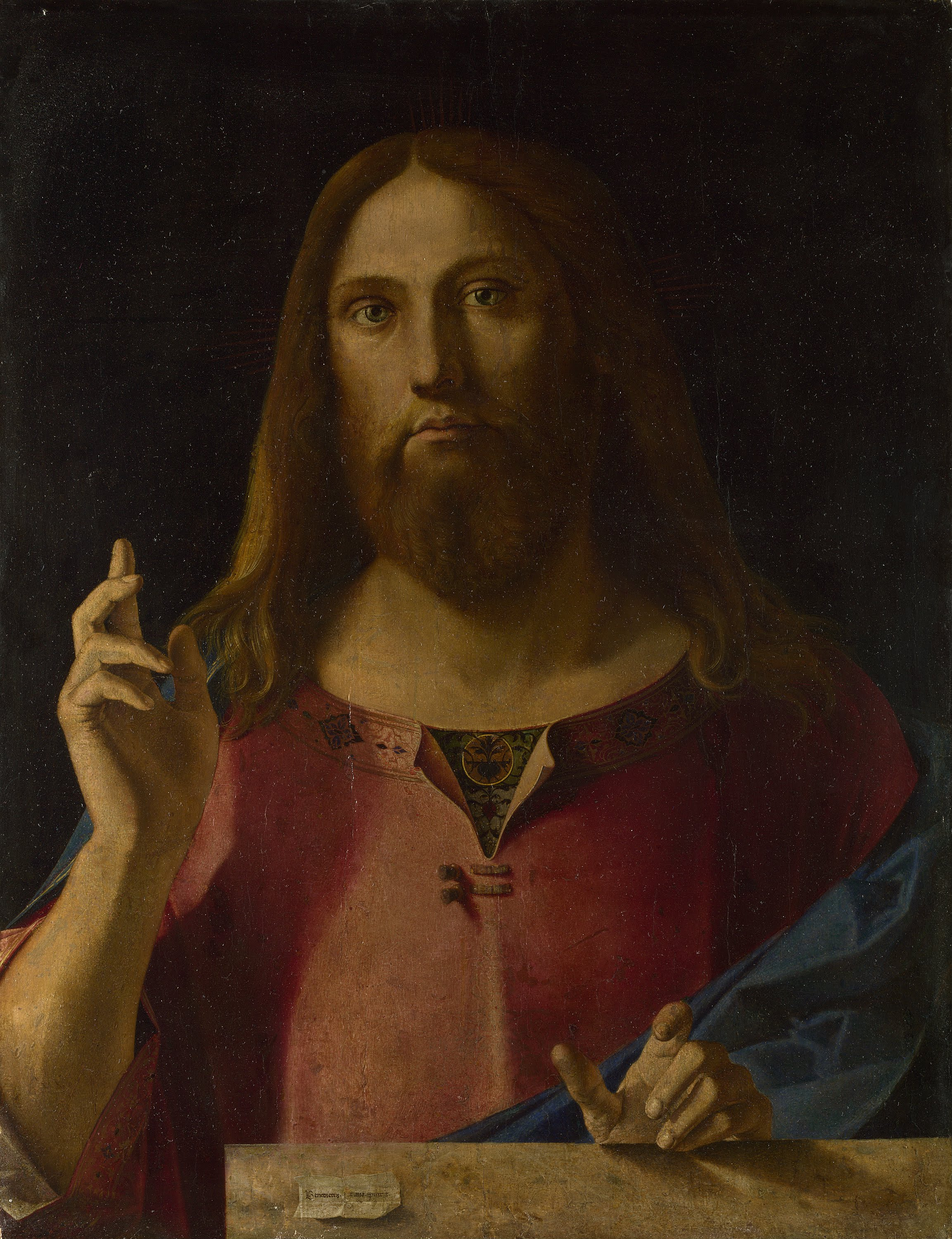
Versión de Benedetto Diana, ca. 1510-1520.
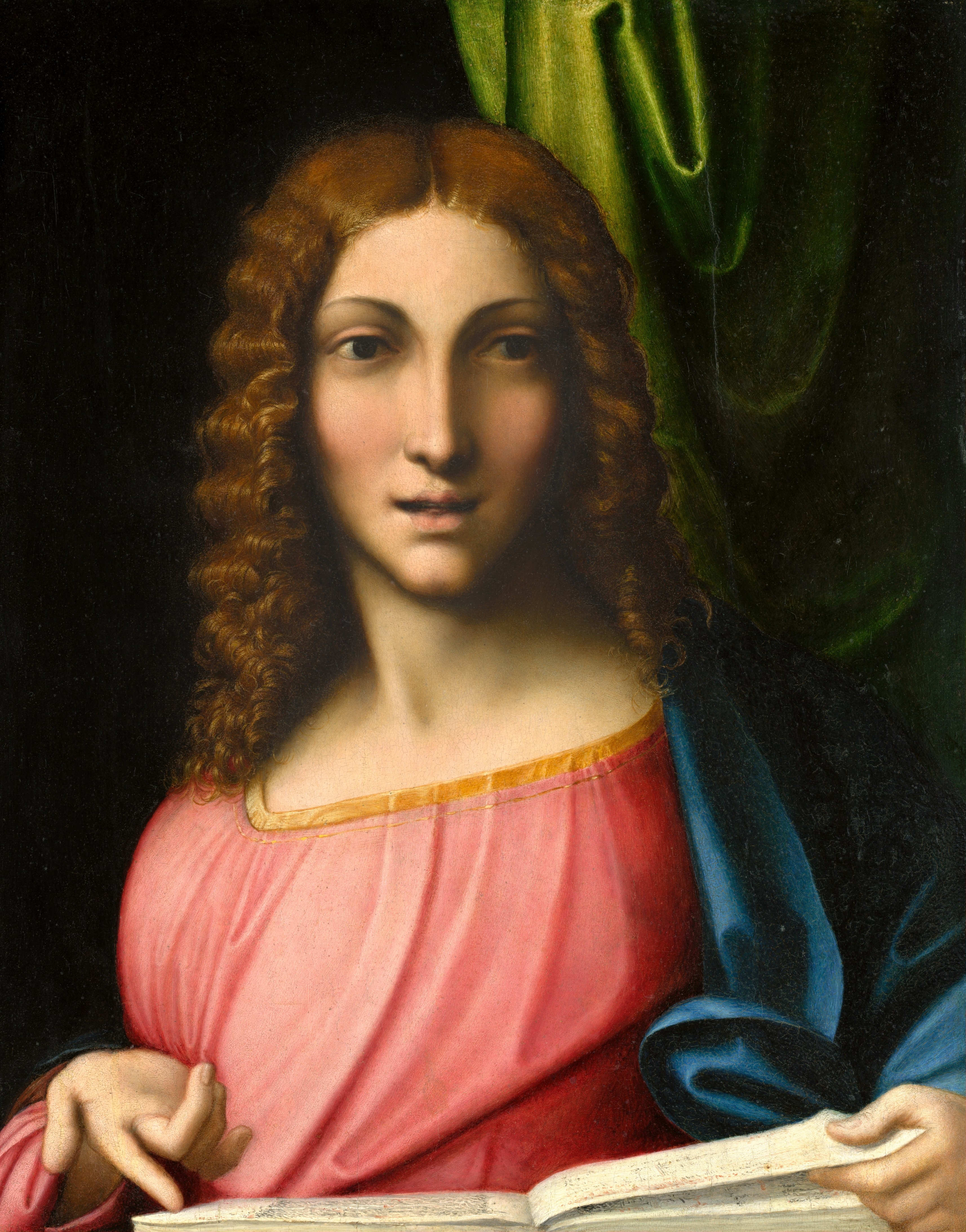
Versión de Correggio, como Cristo joven en el Templo, ca. 1513.
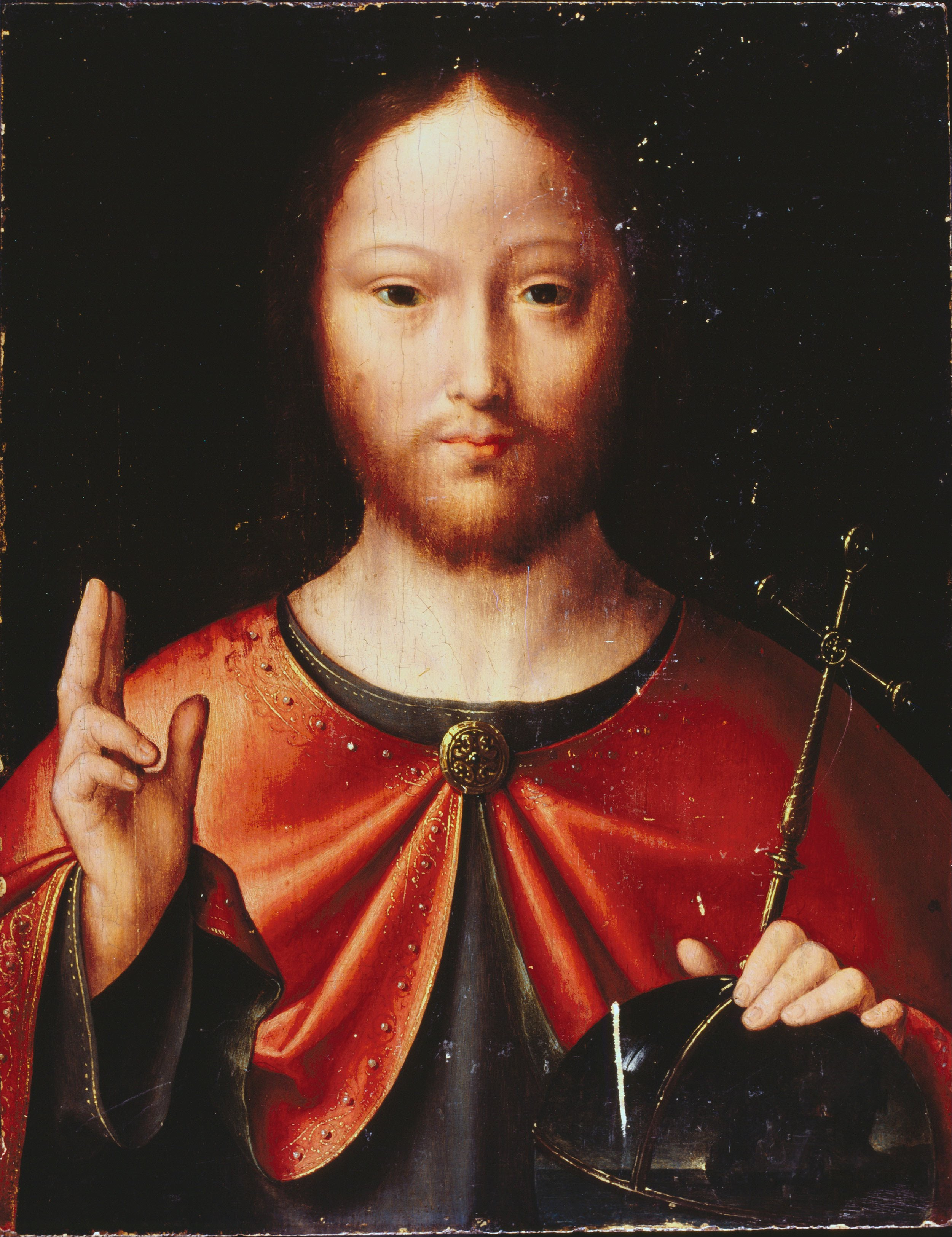
Versión de Joos van Cleve.
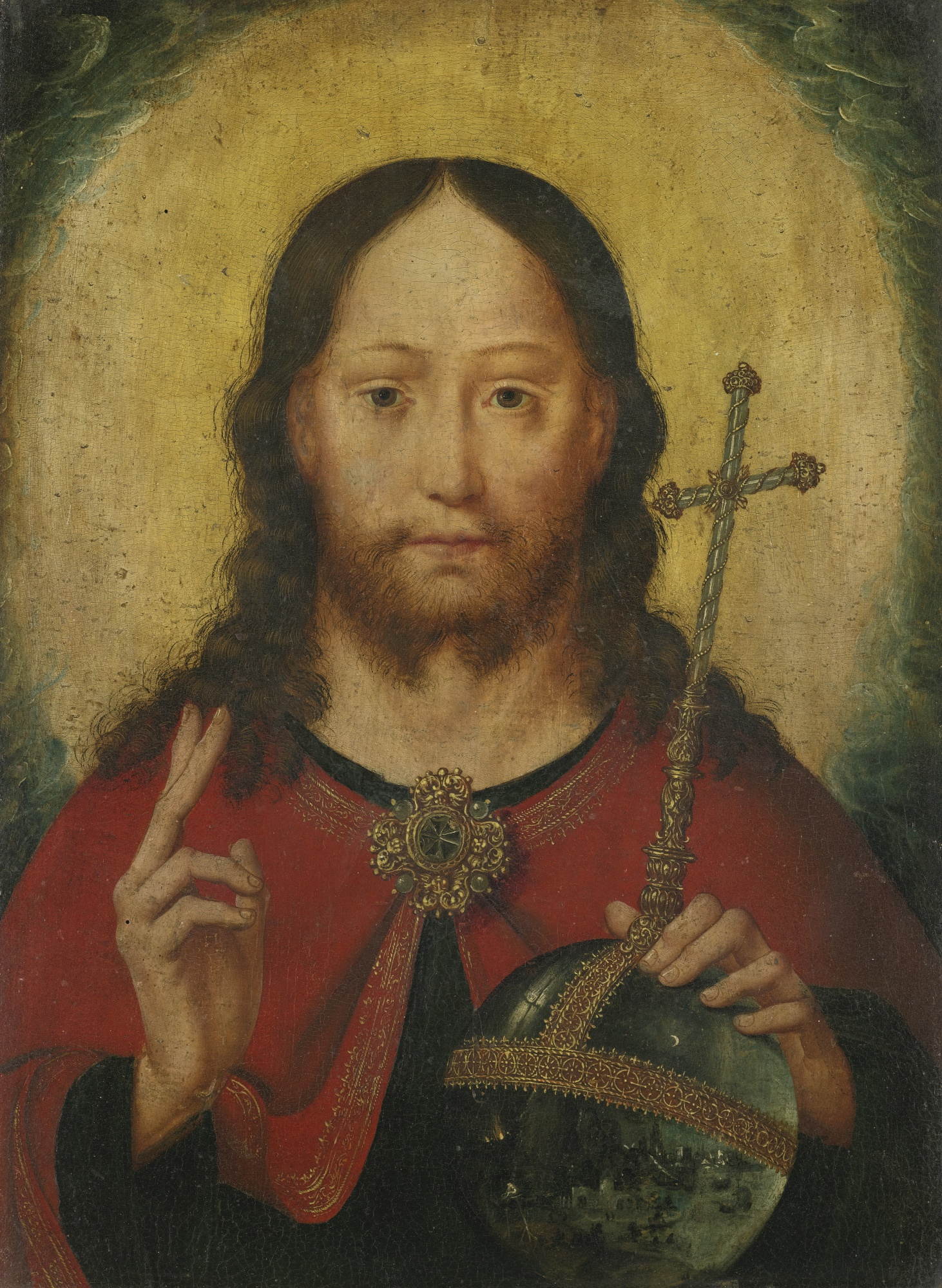
Círculo de Joos van Cleve.
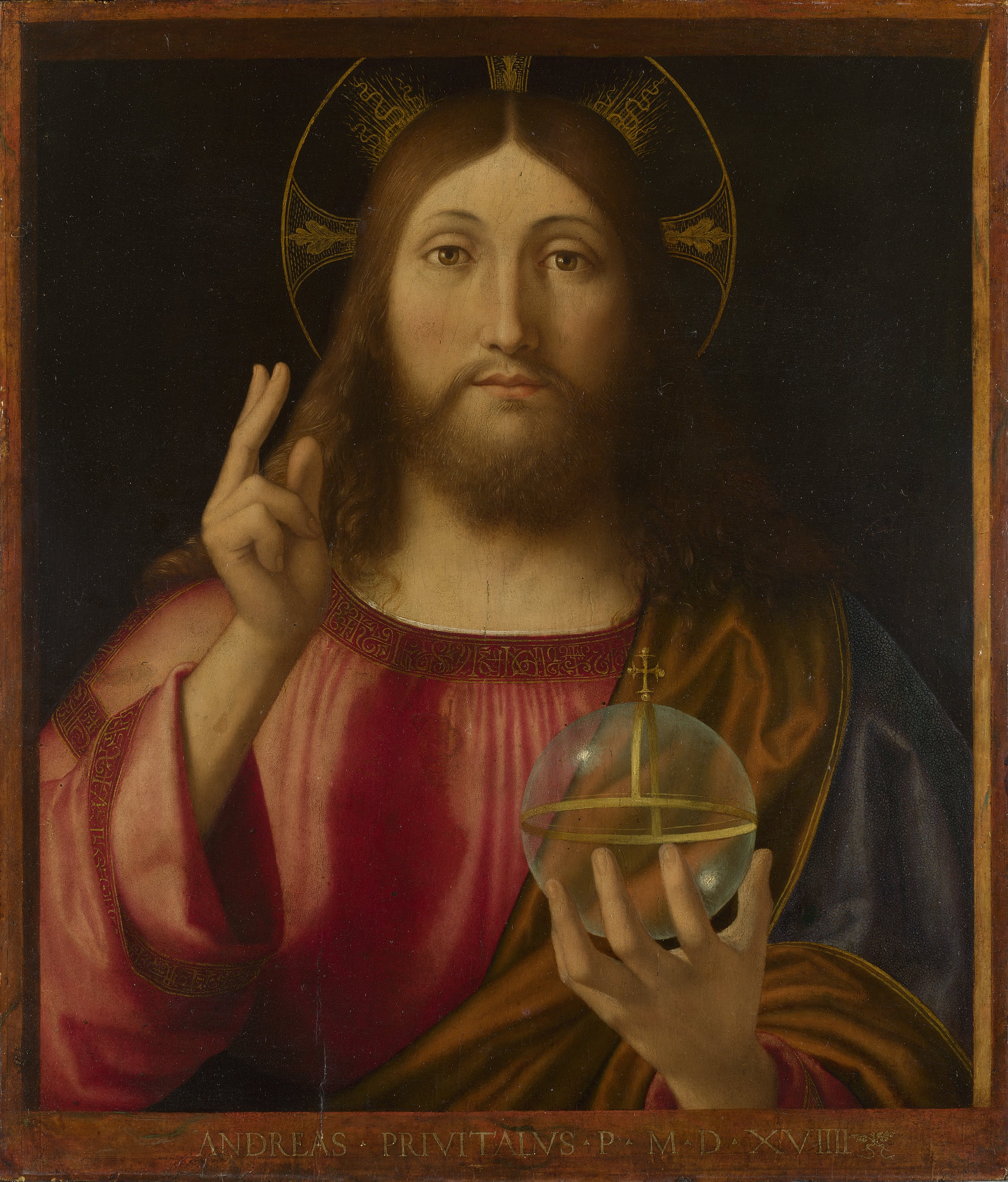
Versión de Andrea Previtali.
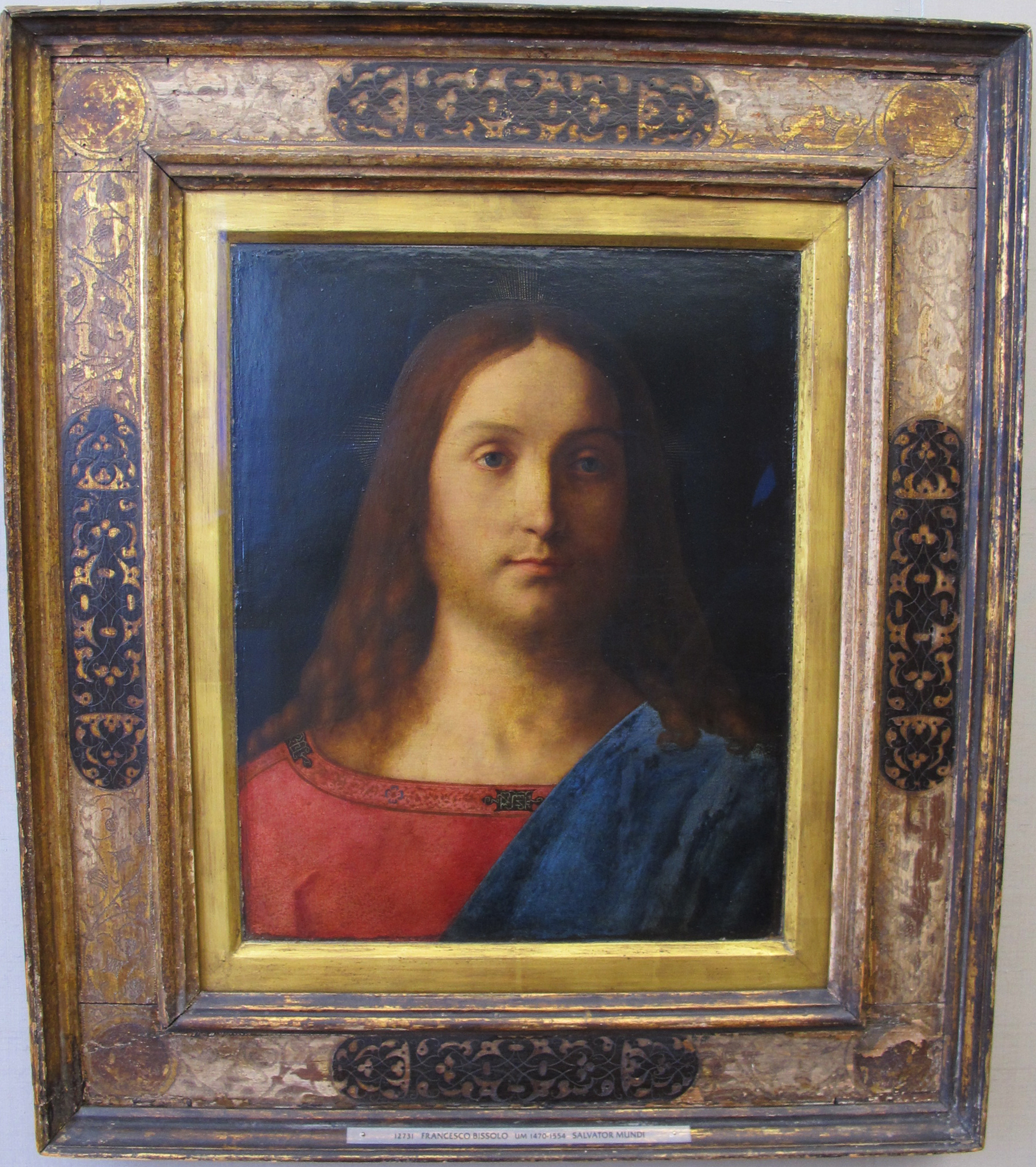
Versión de Francesco Bissolo.
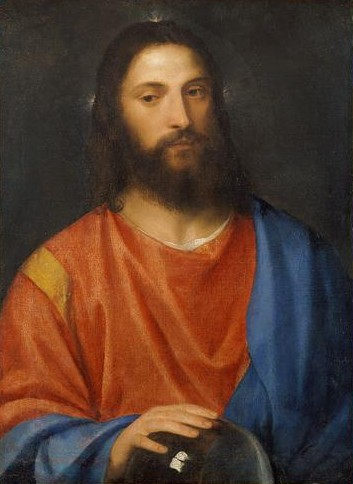
Versión de Tiziano, con la mano derecha sobre el orbe.
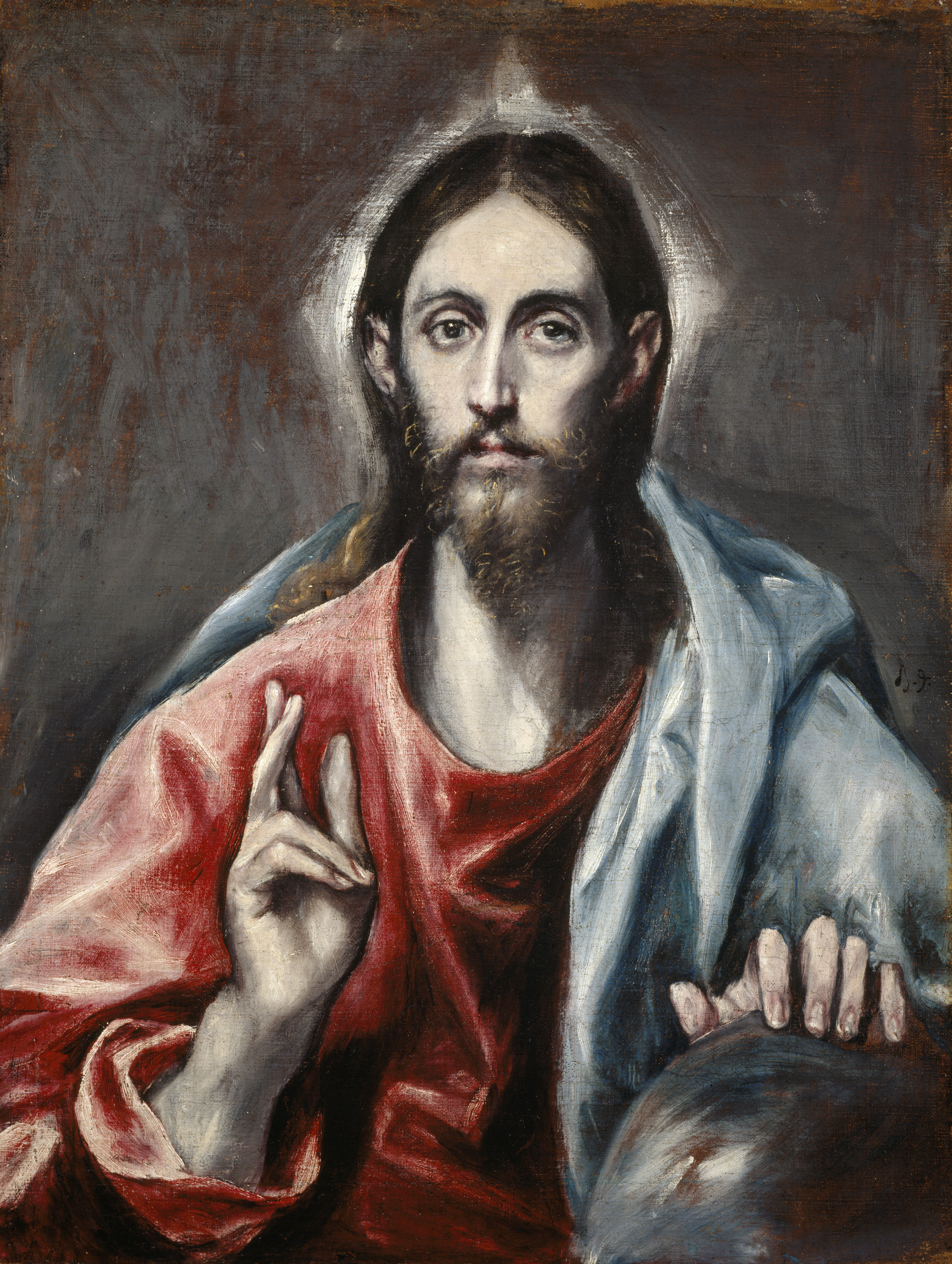
Versión de El Greco, con la mano izquierda sobre el orbe.
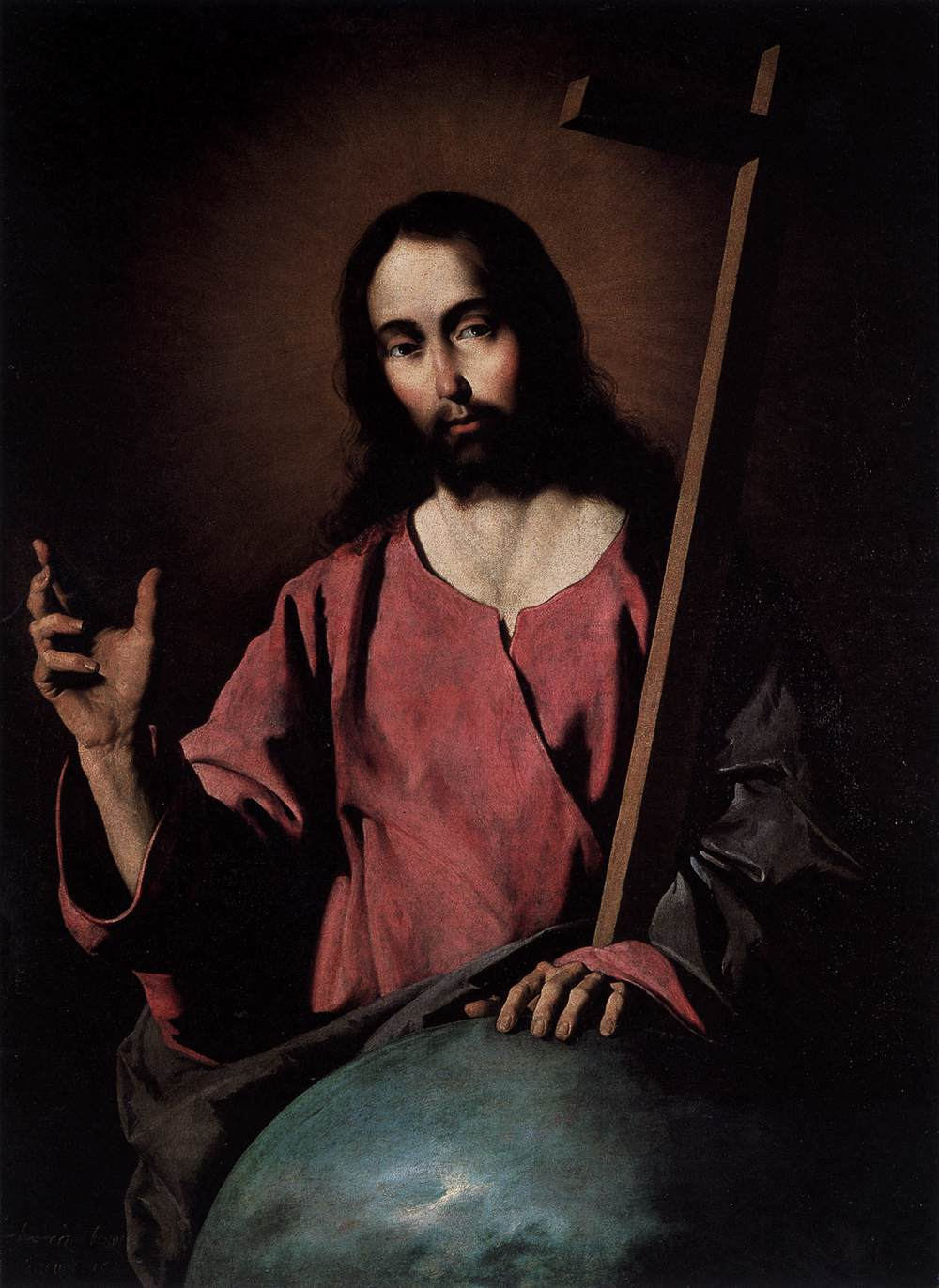
Versión de Zurbarán, 1638.

### Escultura

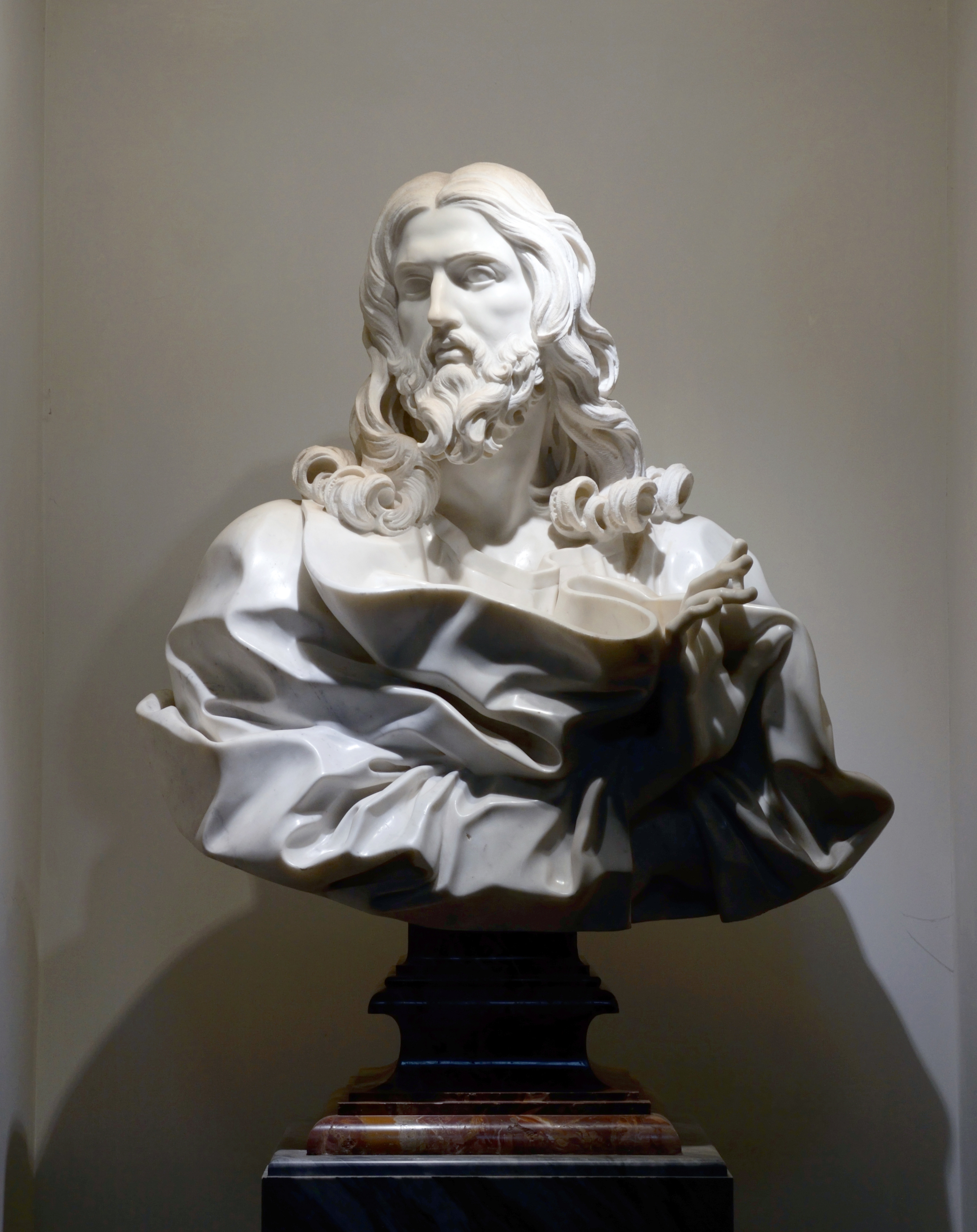
Versión de Bernini, ca. 1680.
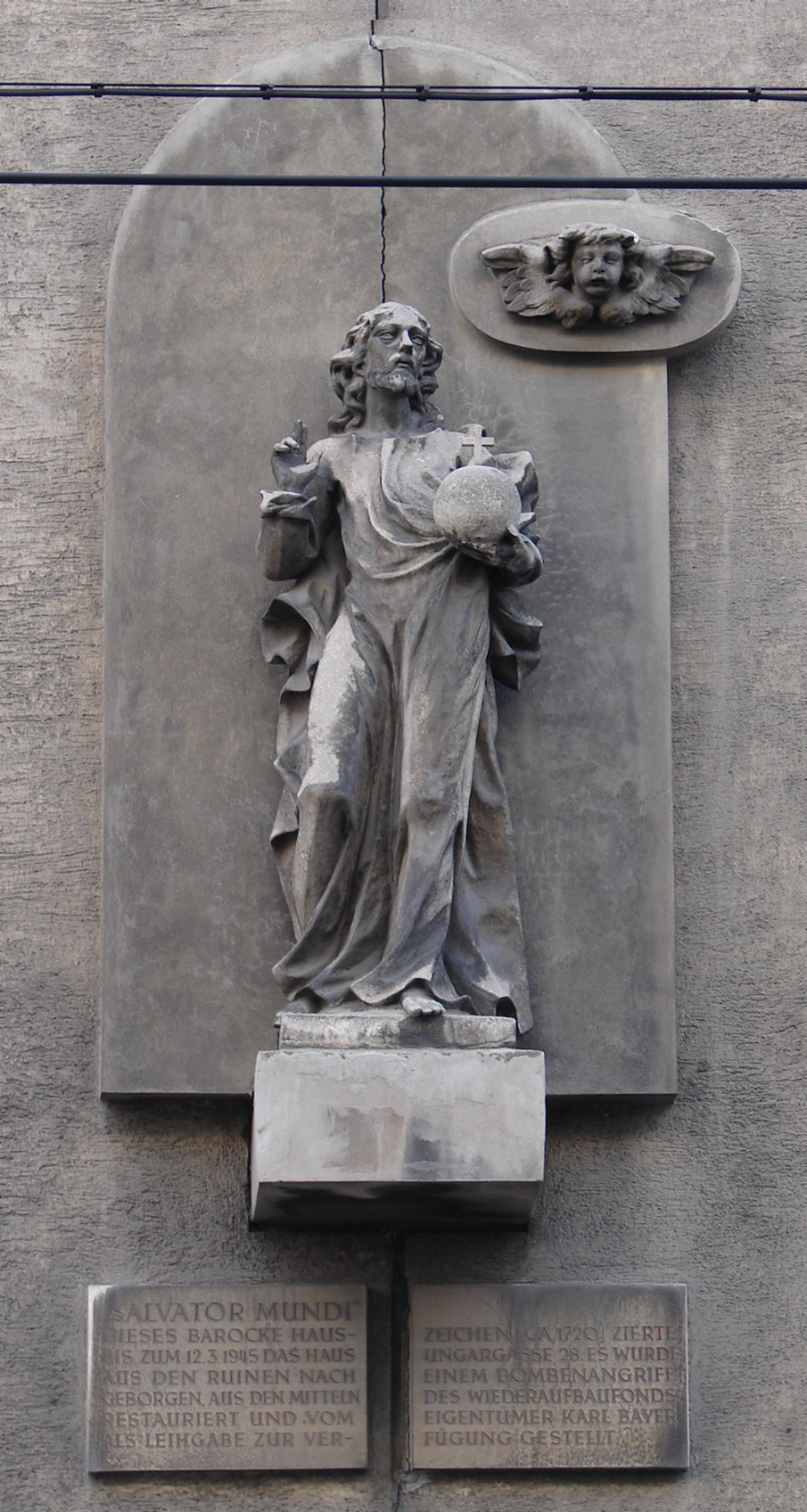
Viena, 1720.
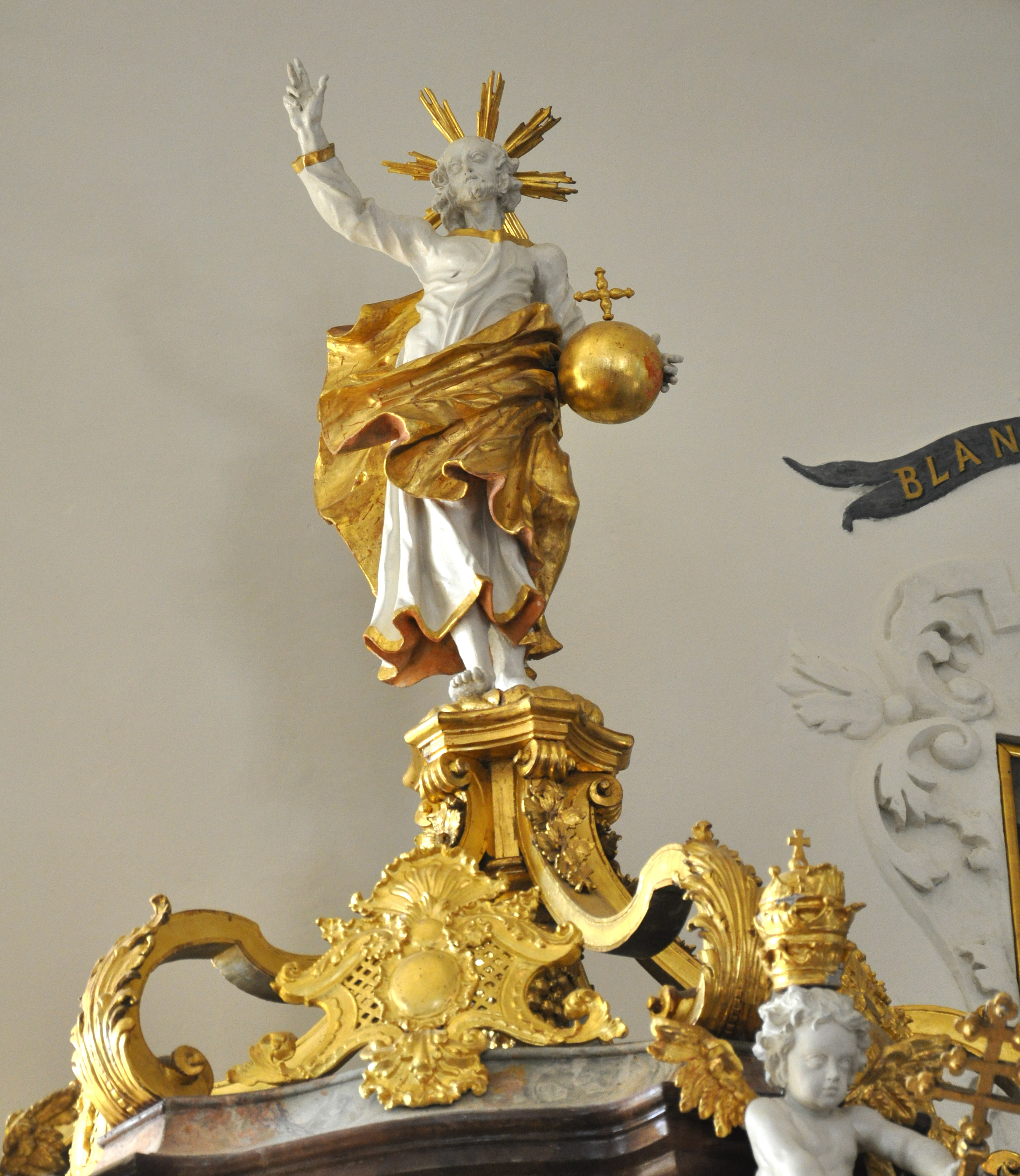
Púlpito de la Wallfahrtskirche Mariae Geburt (Betenbrunn), 1734.
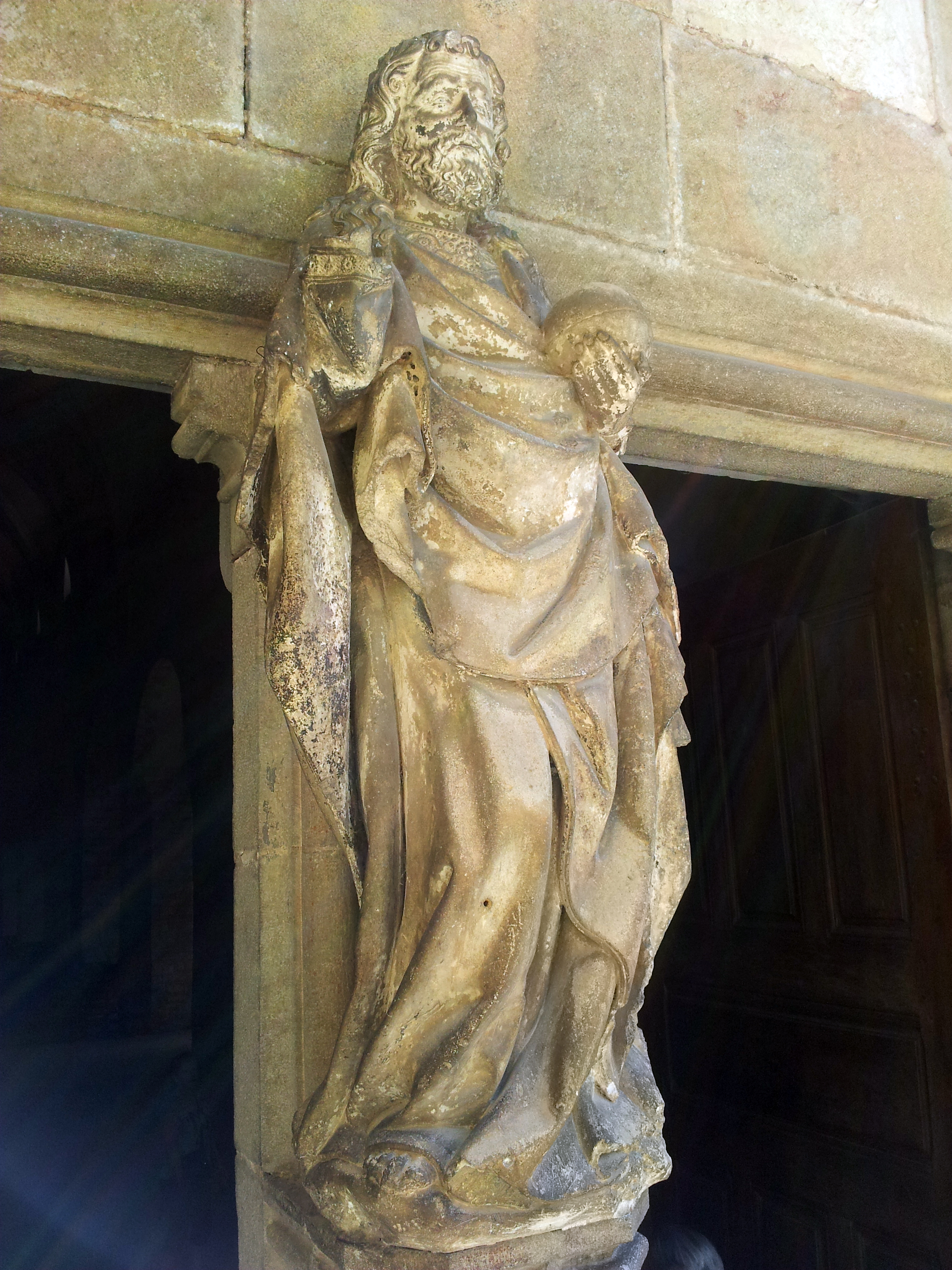
Parteluz del pórtico de la iglesia abacial de San Pedro en Baume-les-Messieurs.

### Otras iconografías, Cristo bendiciendo, Cristo Redentor

#### Arte paleocristiano, constantiniano y justinianeo

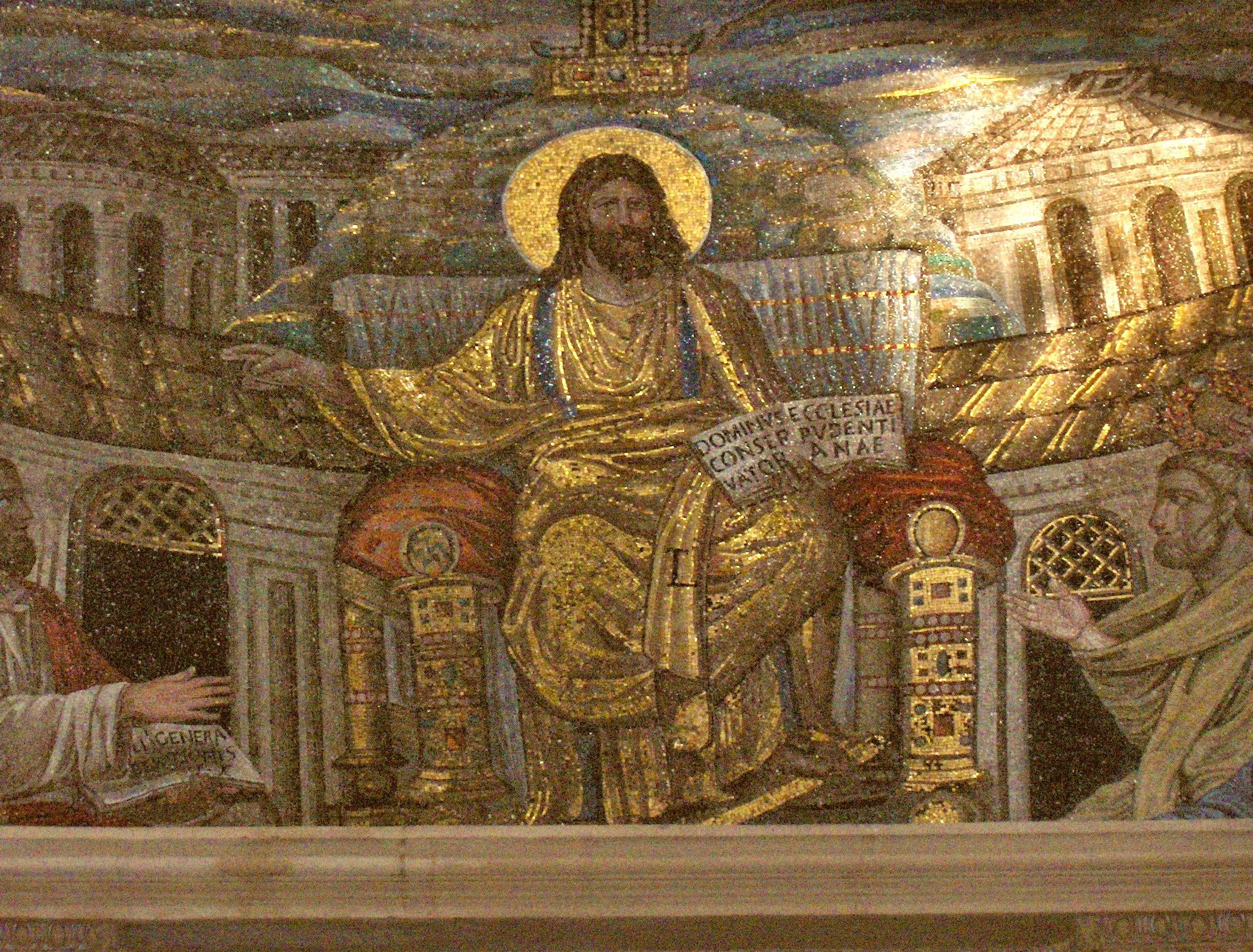
El Cristo entronizado del ábside de la basílica de Santa Pudenciana, ca. 390, bendice con dos dedos, y el brazo derecho extendido horizontalmente.
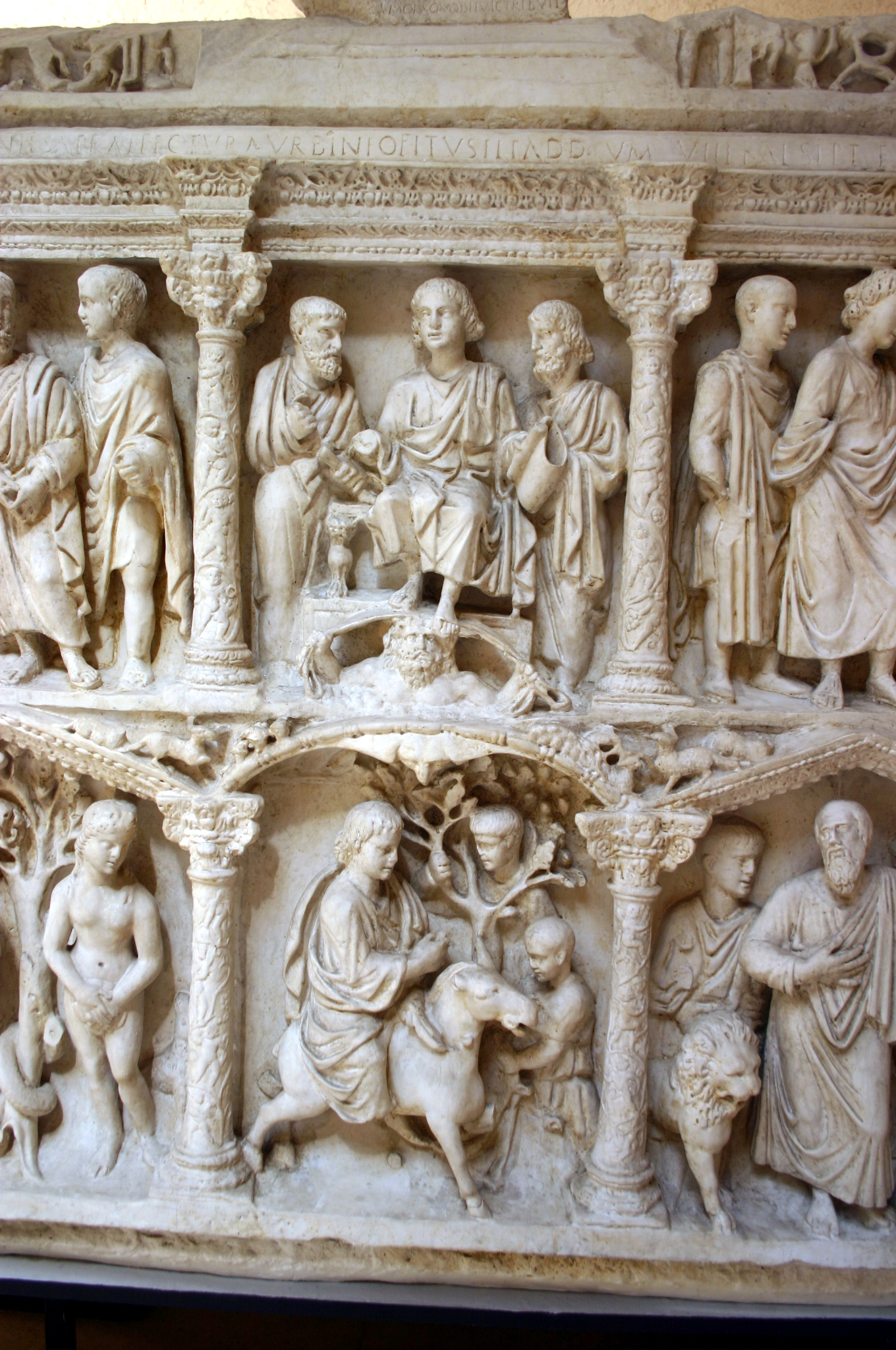
El joven Cristo entronizado del sarcófago de Junio Baso, mediados del siglo IV, ha perdido la mano derecha, en posición compatible con el acto de la bendición.
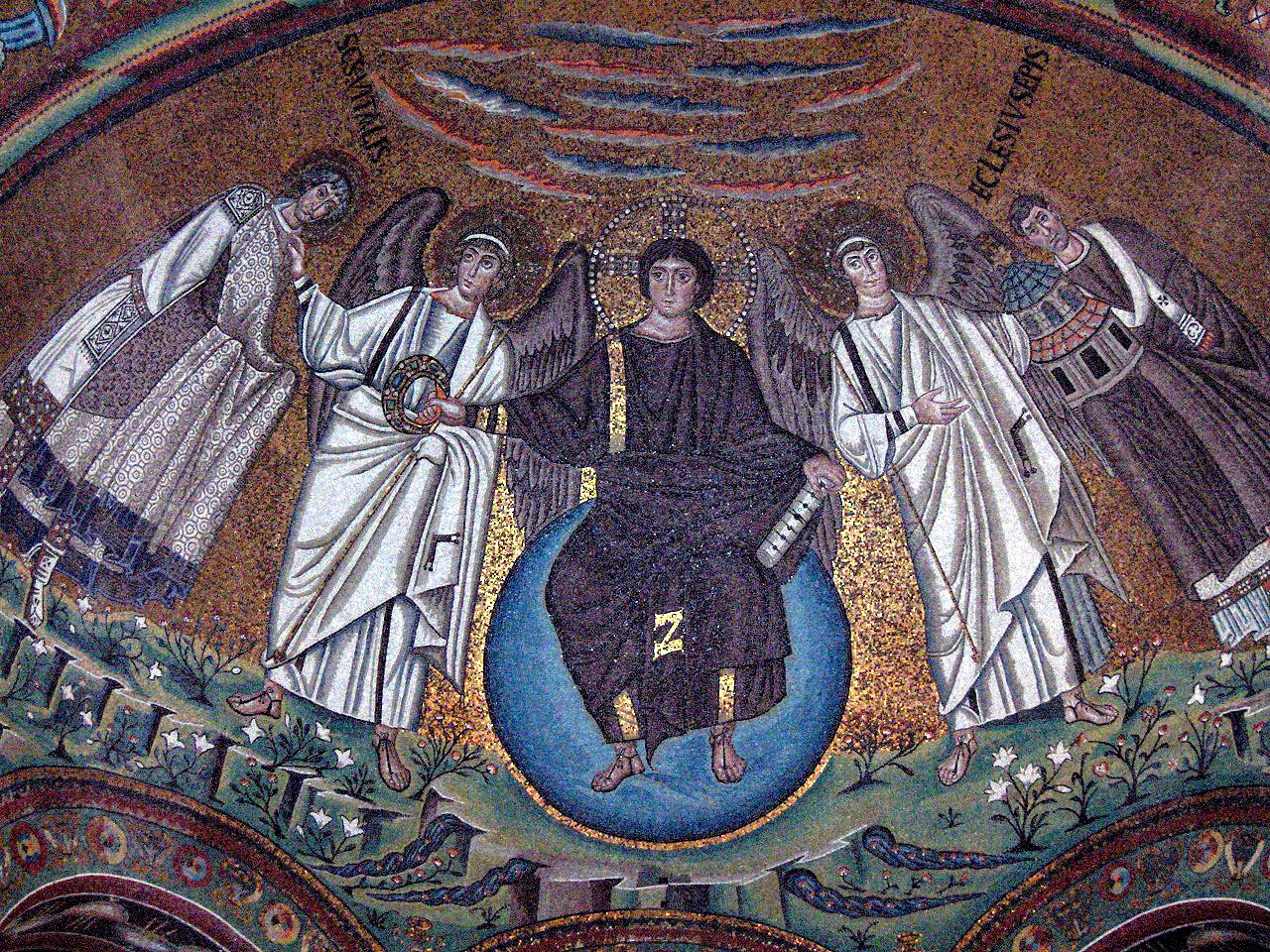
El joven Cristo entronizado del ábside de San Vital de Rávena (siglo VI) sostiene una corona en su mano derecha, con el brazo extendido.
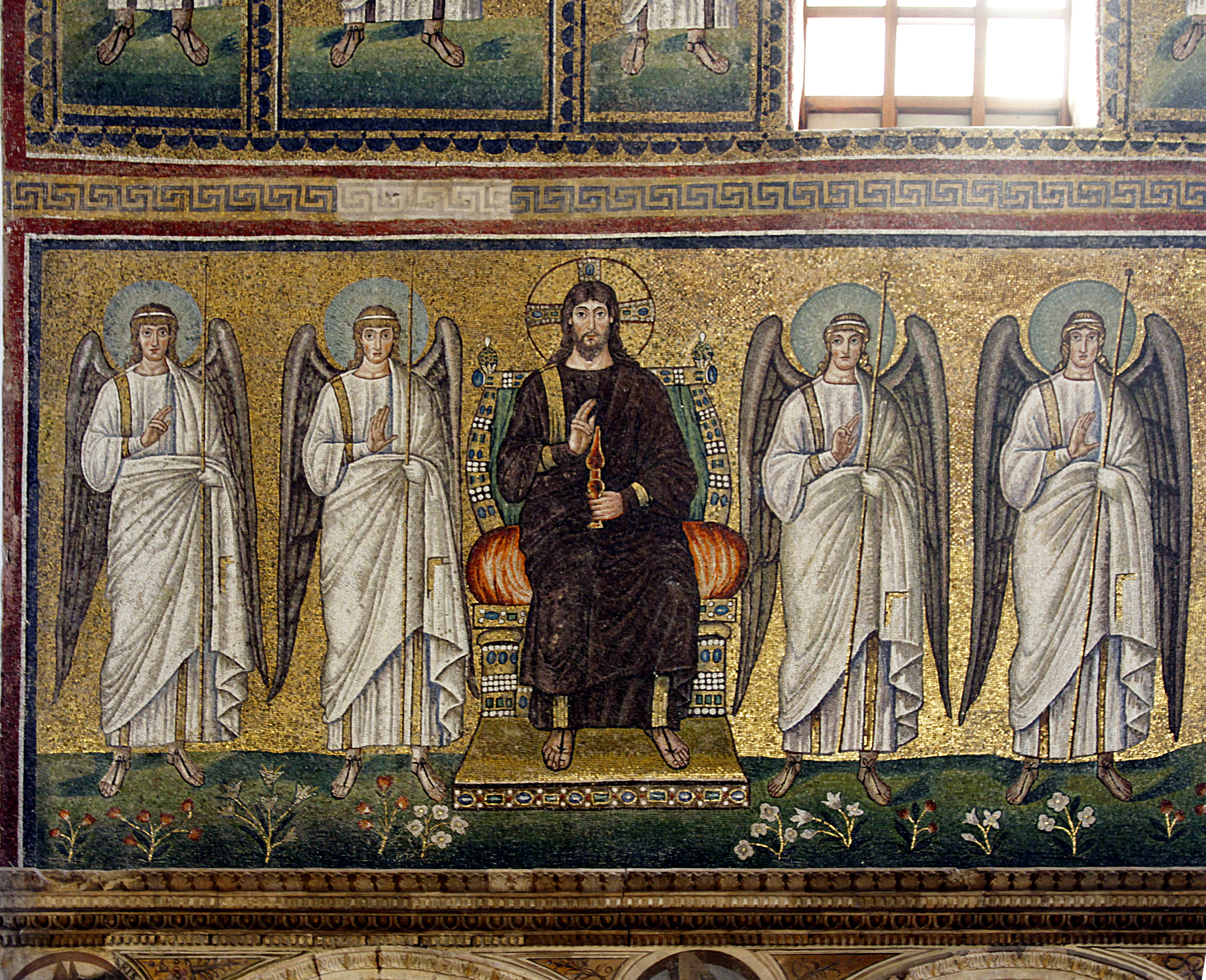
Mosaico bizantino de San Apolinar el Nuevo, Rávena, siglo VI. Cristo se representa entronizado, bendiciendo con su mano derecha y sosteniendo un cetro con su mano izquierda (la bendición más frecuente en la tradición bizantina es con dos dedos, el índice y el cordial).

#### Arte bizantino

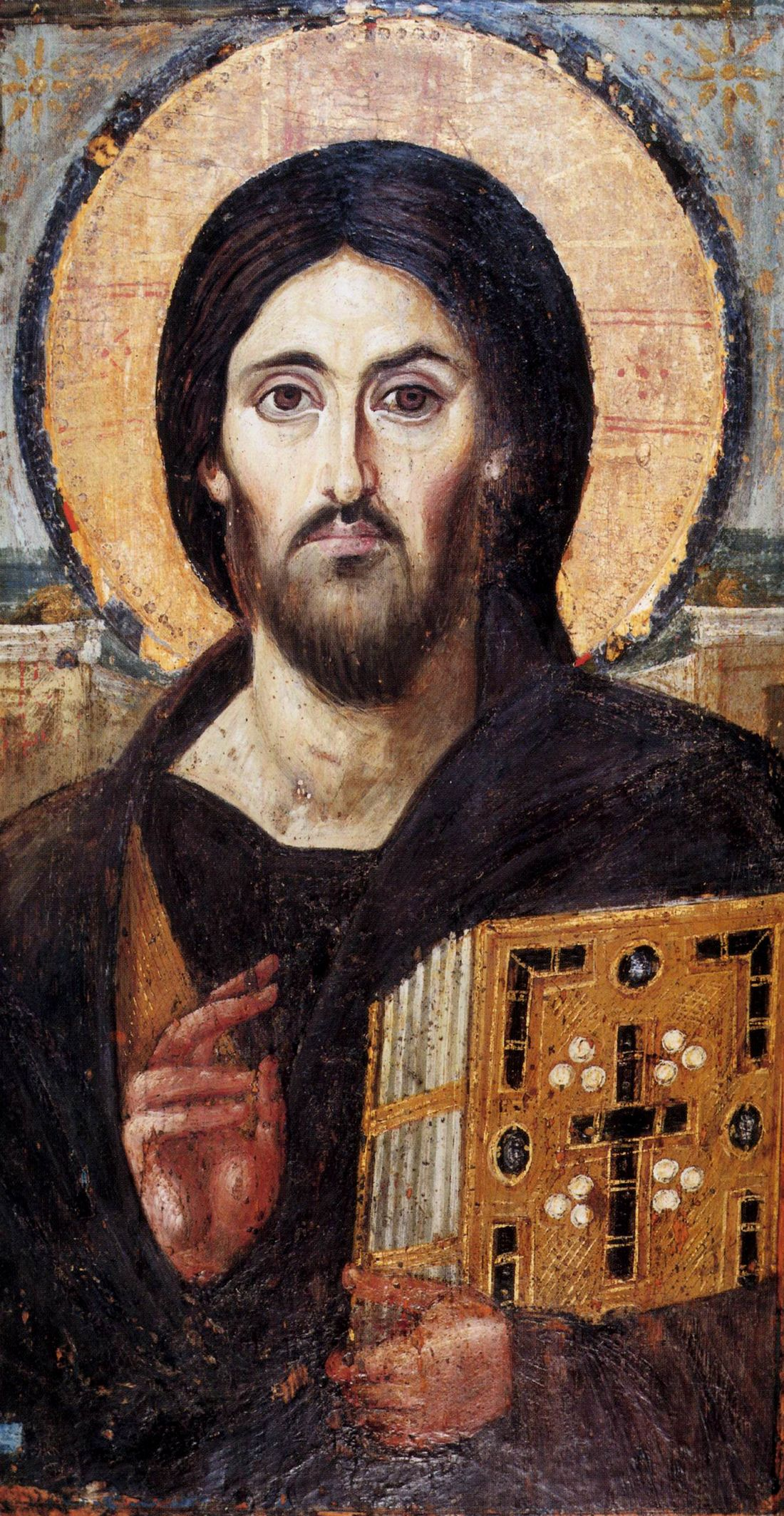
Icono Pantocrátor de Santa María del Monte Sinaí, siglo VI.
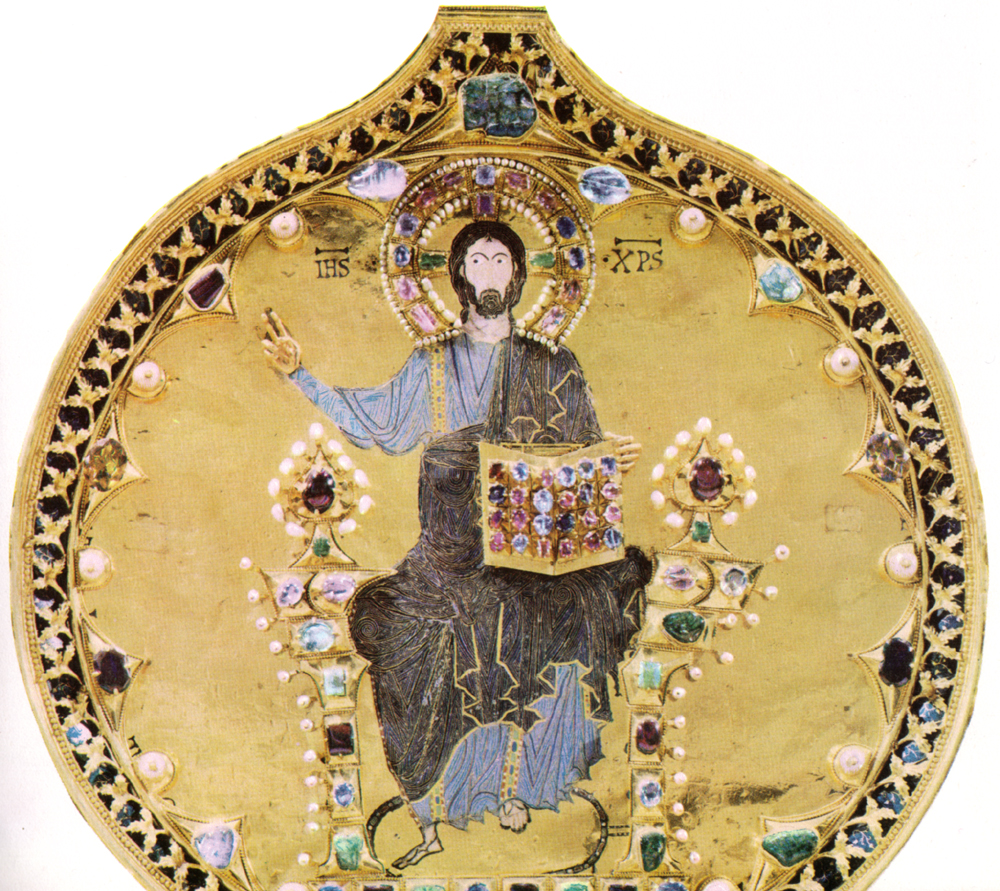
Esmalte de la Pala d'Oro, 976.
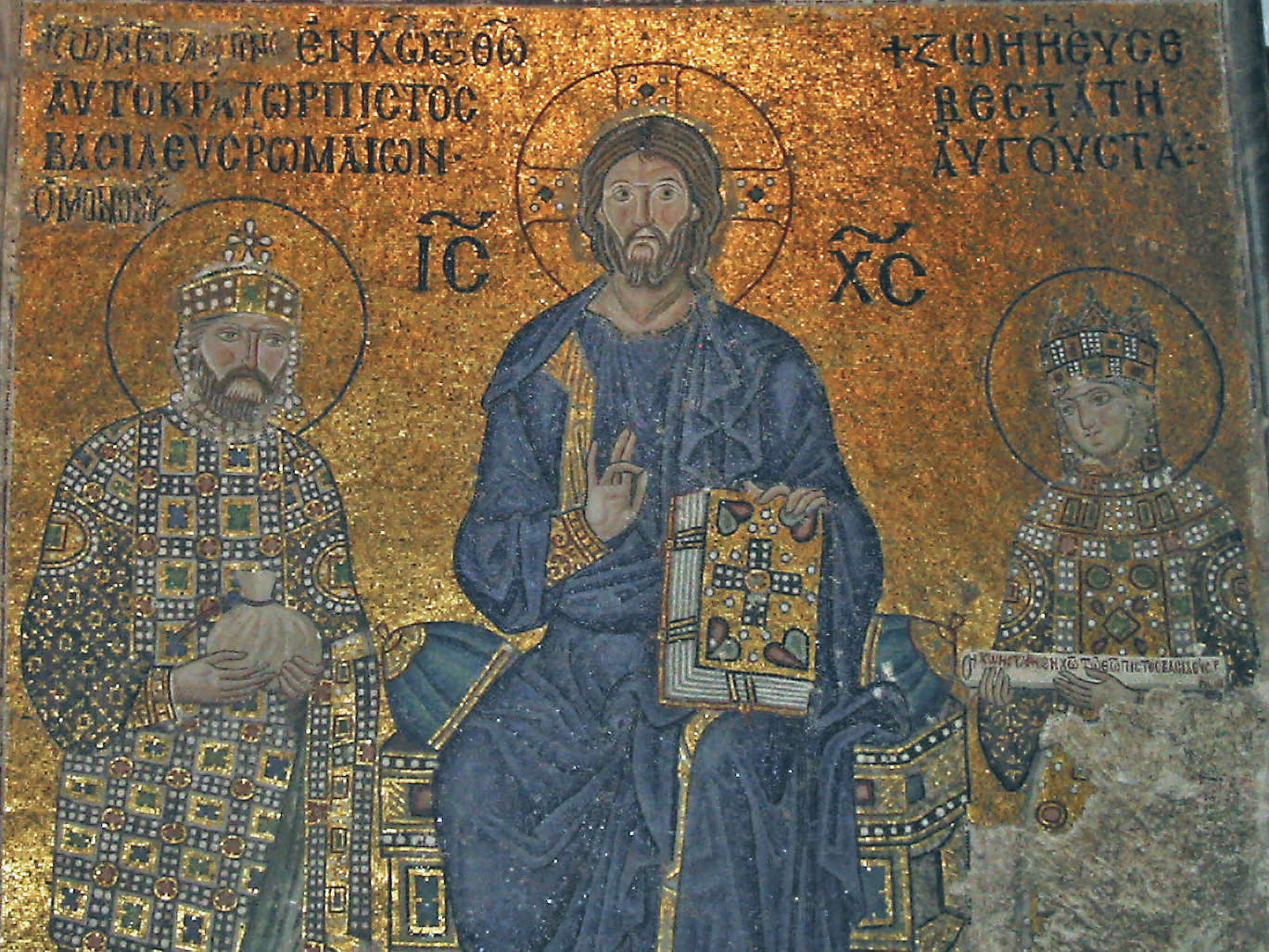
Santa Sofía (bendición con tres dedos, pero diferentes a los de la tradición latina).
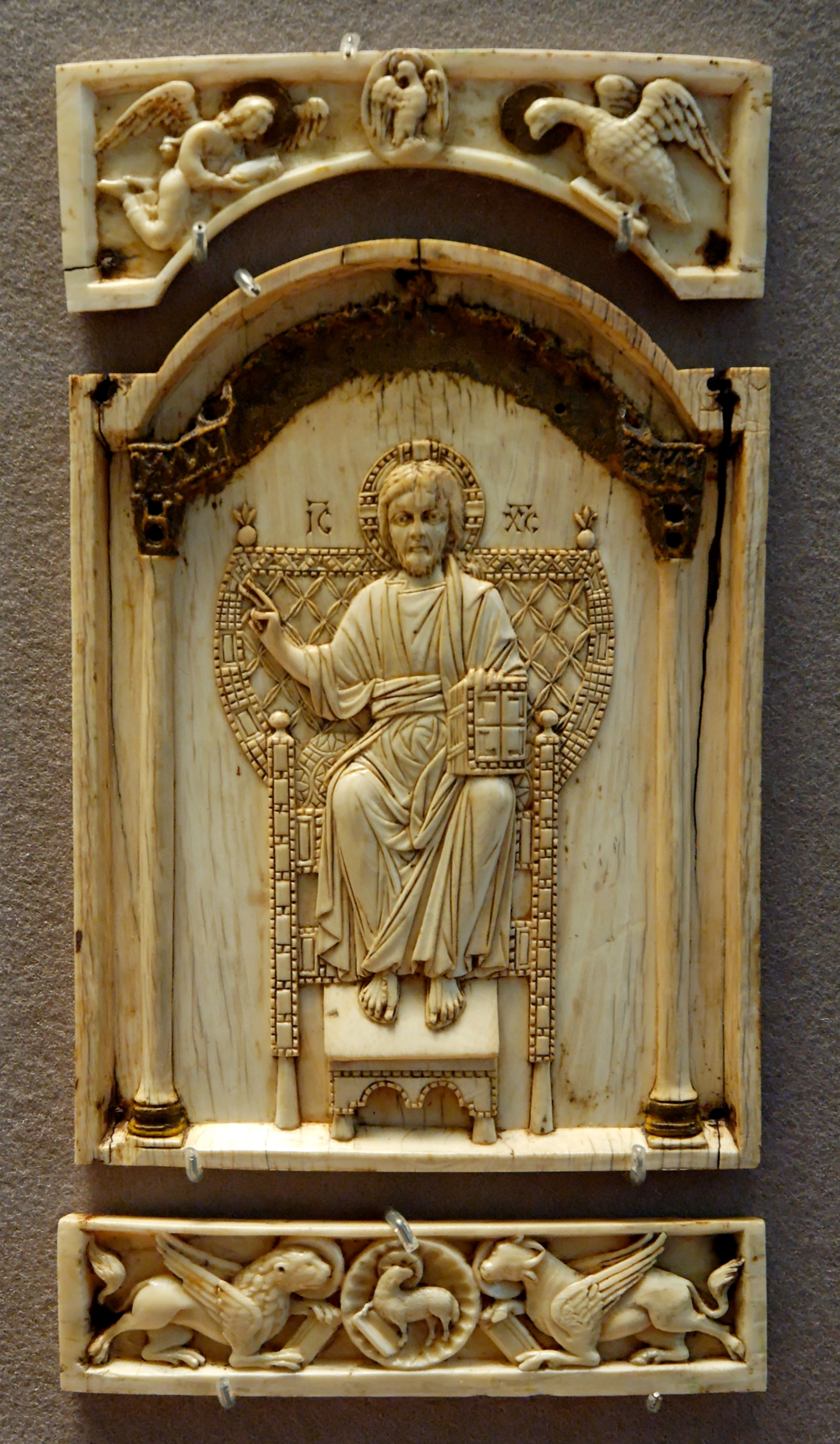
Placa de marfil, siglo X u XI (bendición con dos dedos).
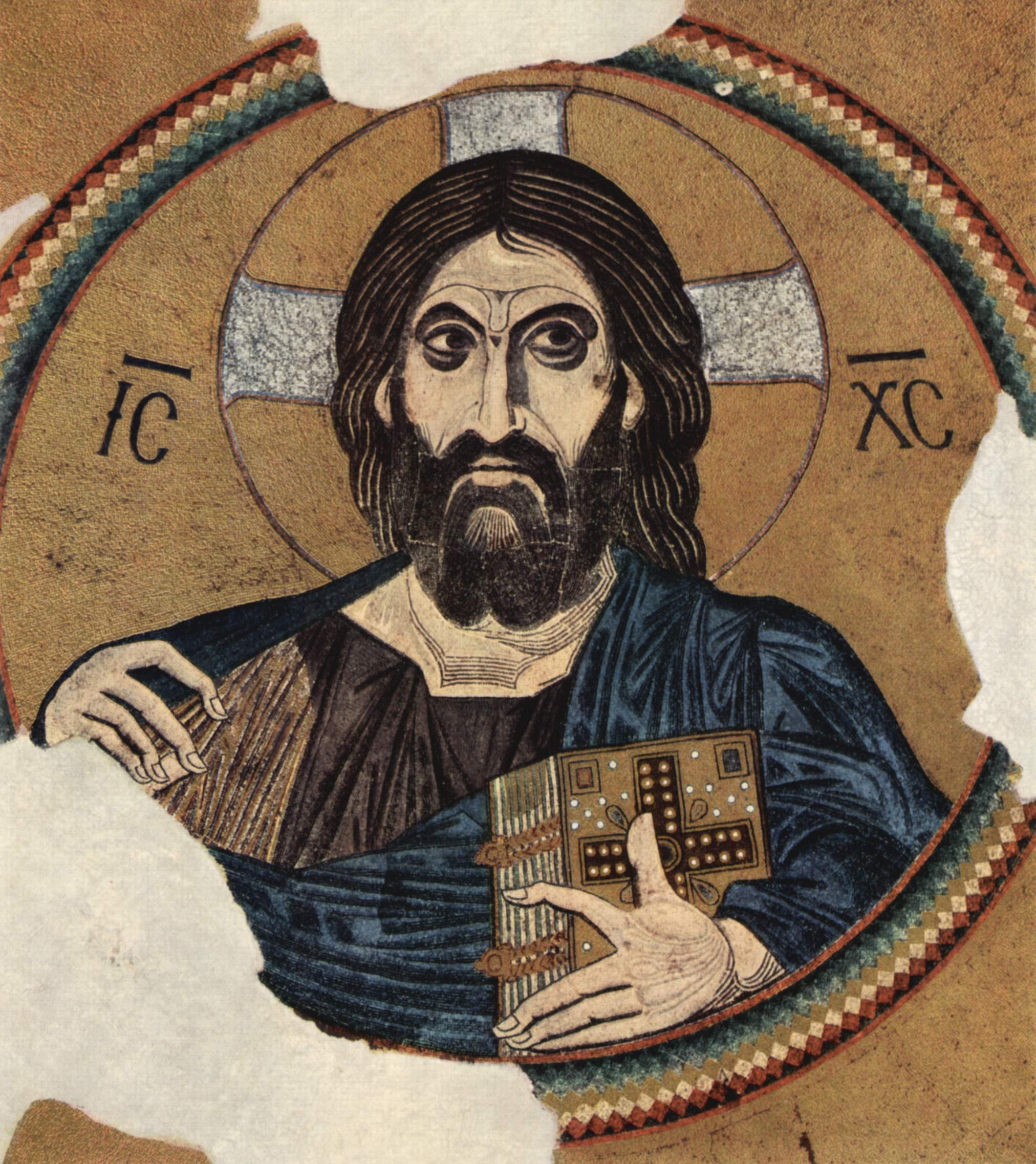
Monasterio de Dafne, ca. 1100 (bendición con un dedo, el índice).
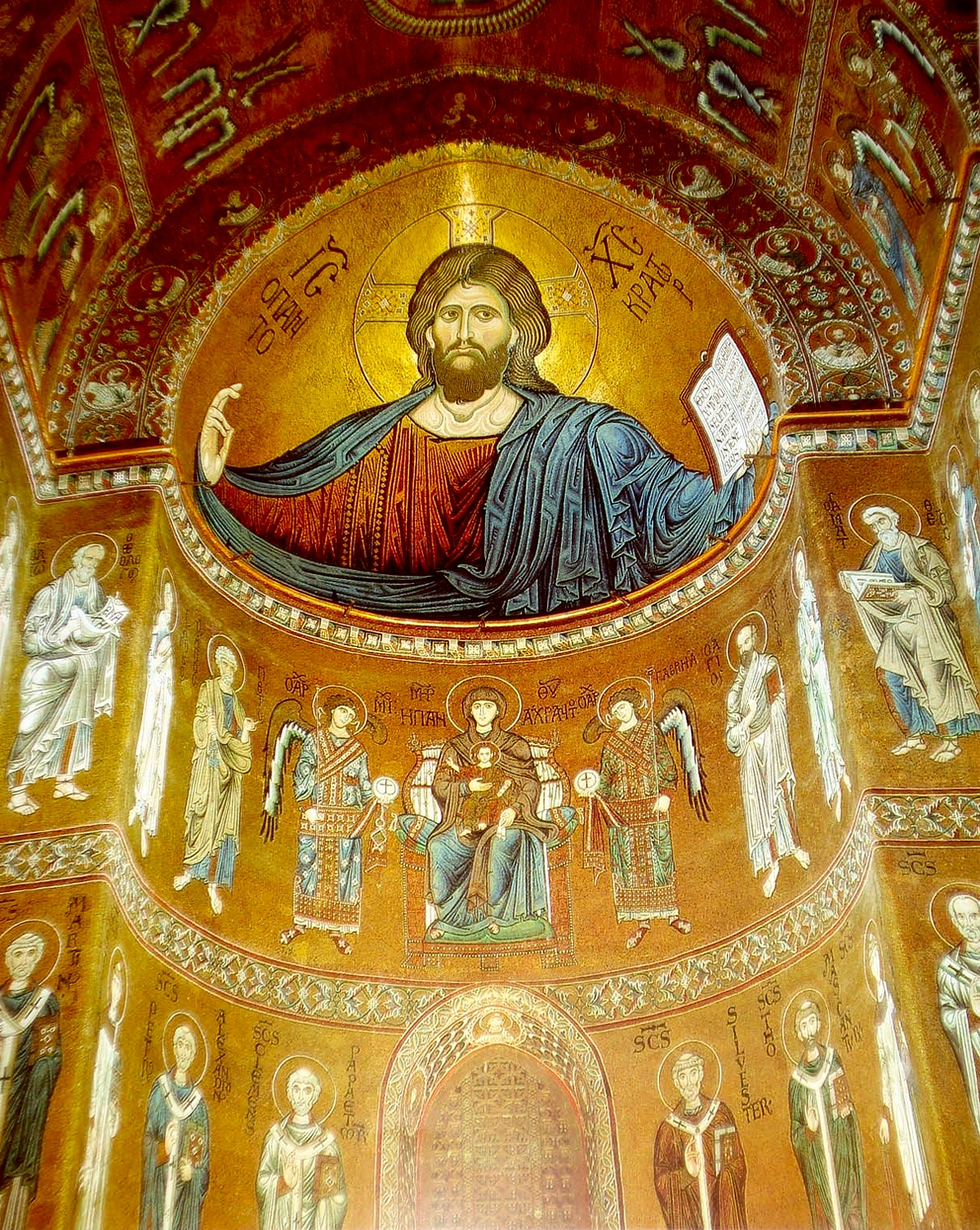
Ábside de la catedral de Monreale, arte bizantino-normando, siglo XII.
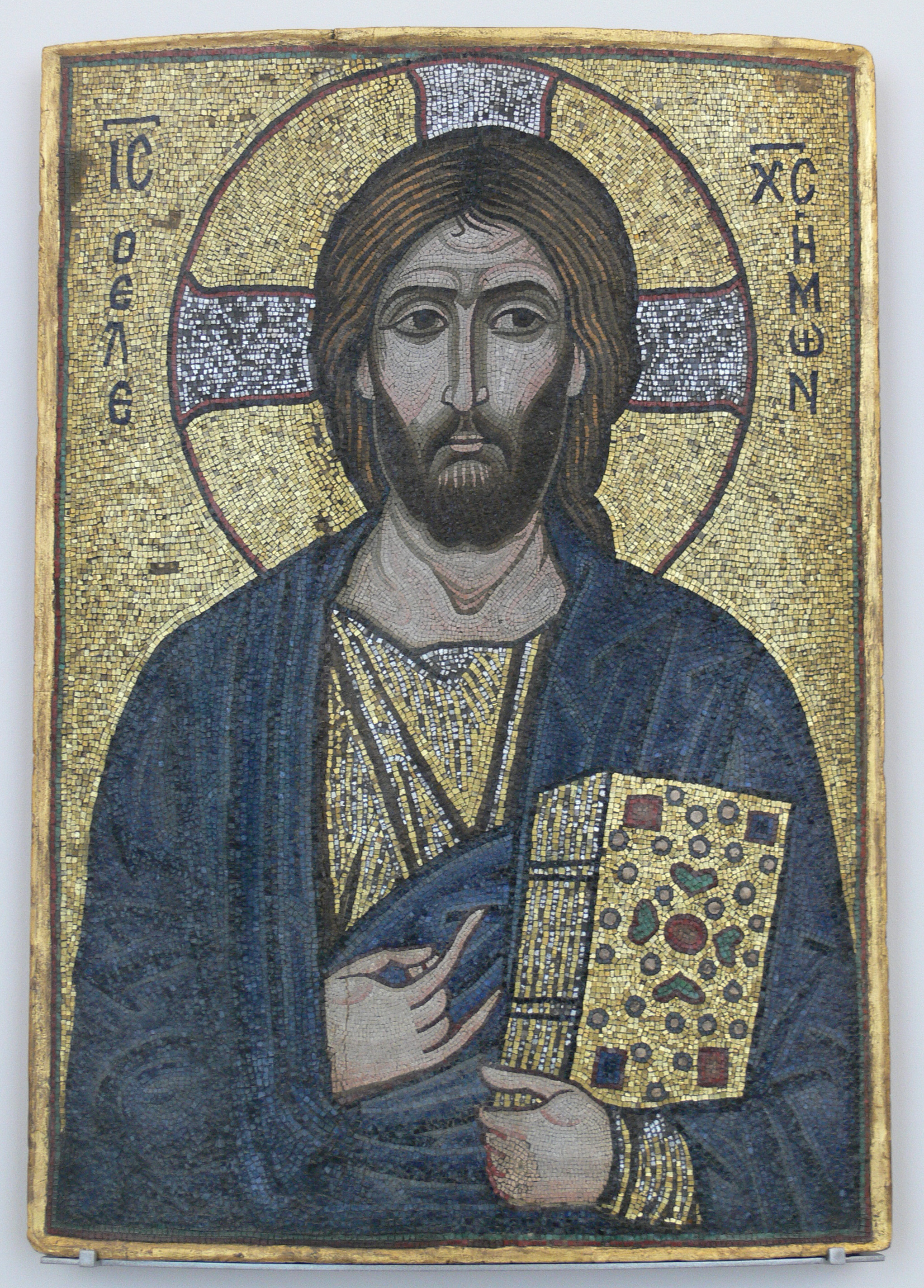
Primera mitad del siglo XII (bendición con dos dedos, pero en este caso son el meñique y el índice).
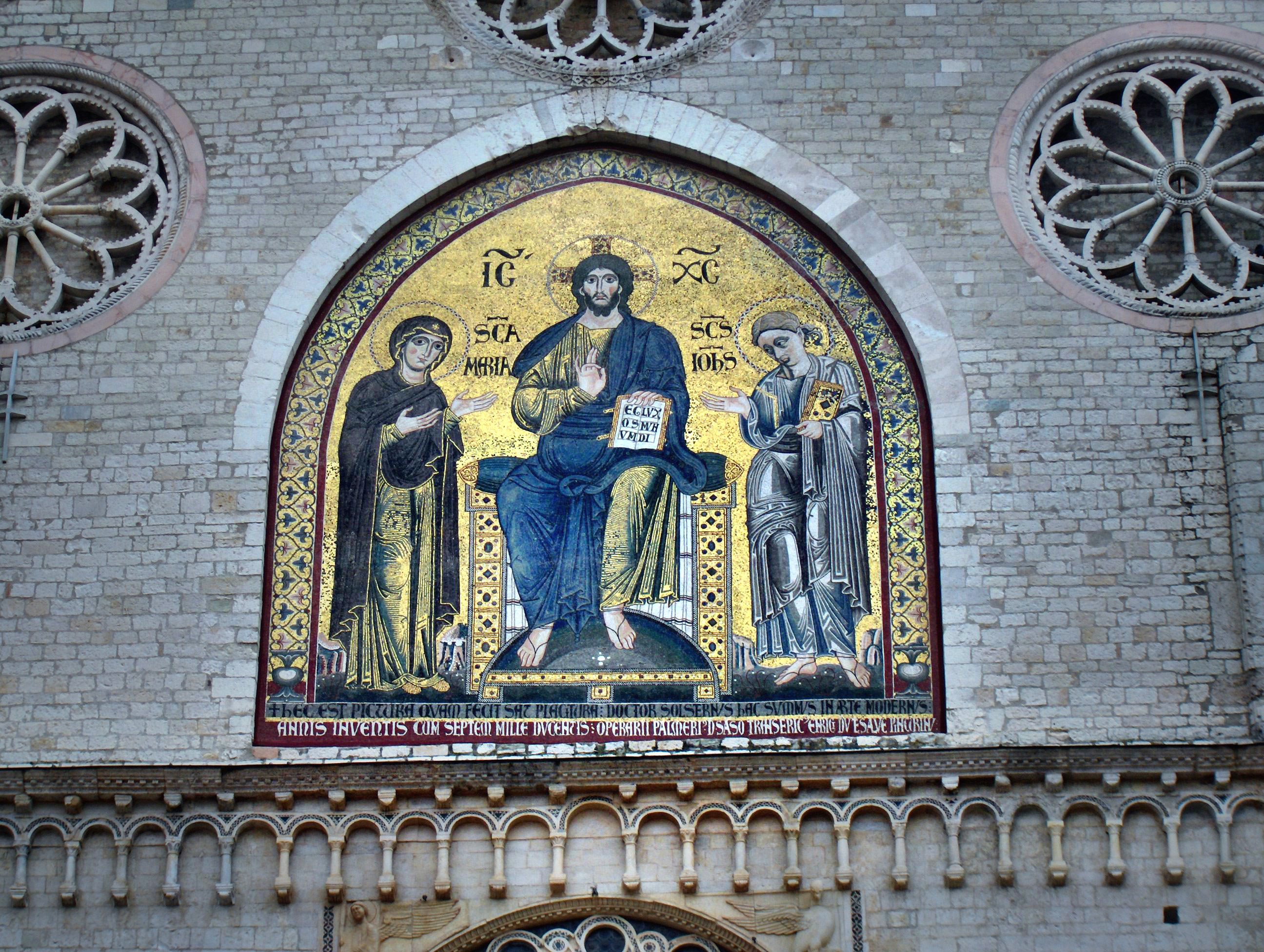
Catedral de Spoleto, Solsternus, 1207.
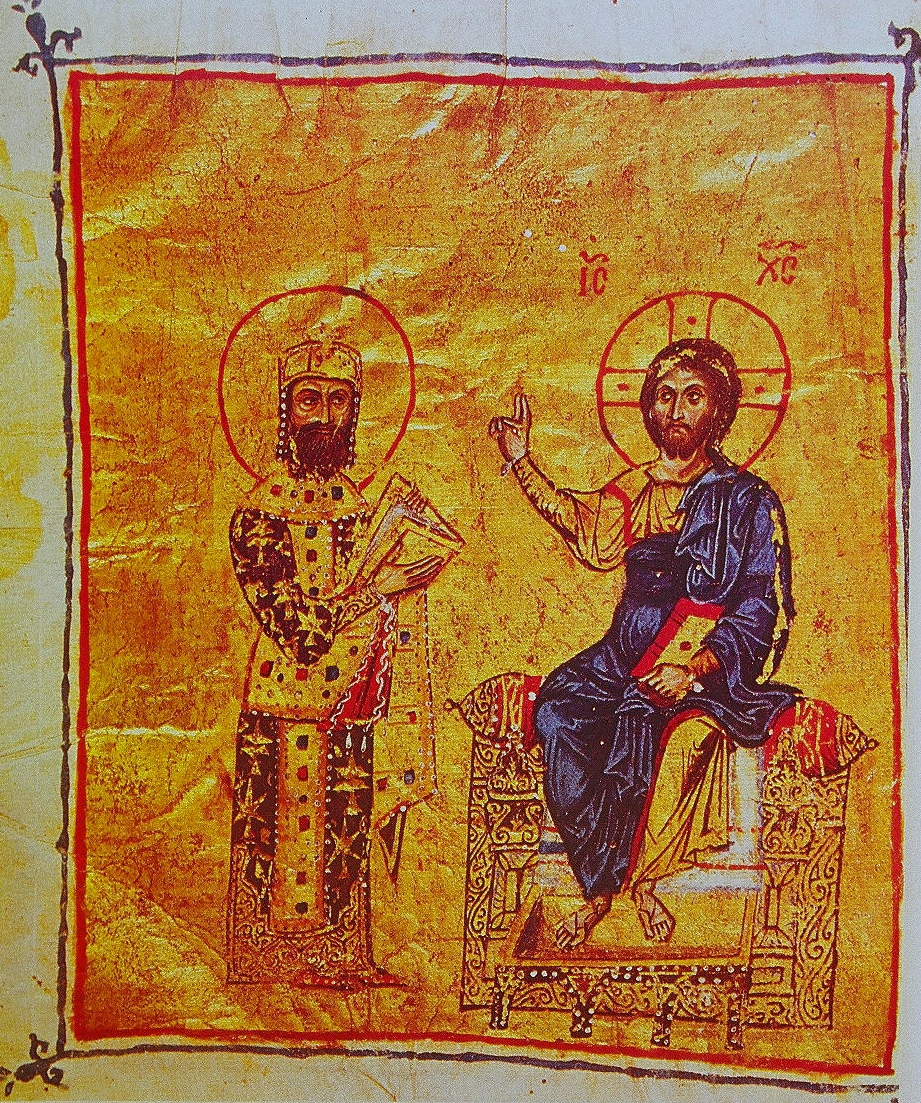
Alexios Comnenos bendecido por Cristo, ca. 1300.
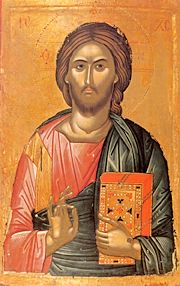
Bendición con tres dedos, siglo XIV.
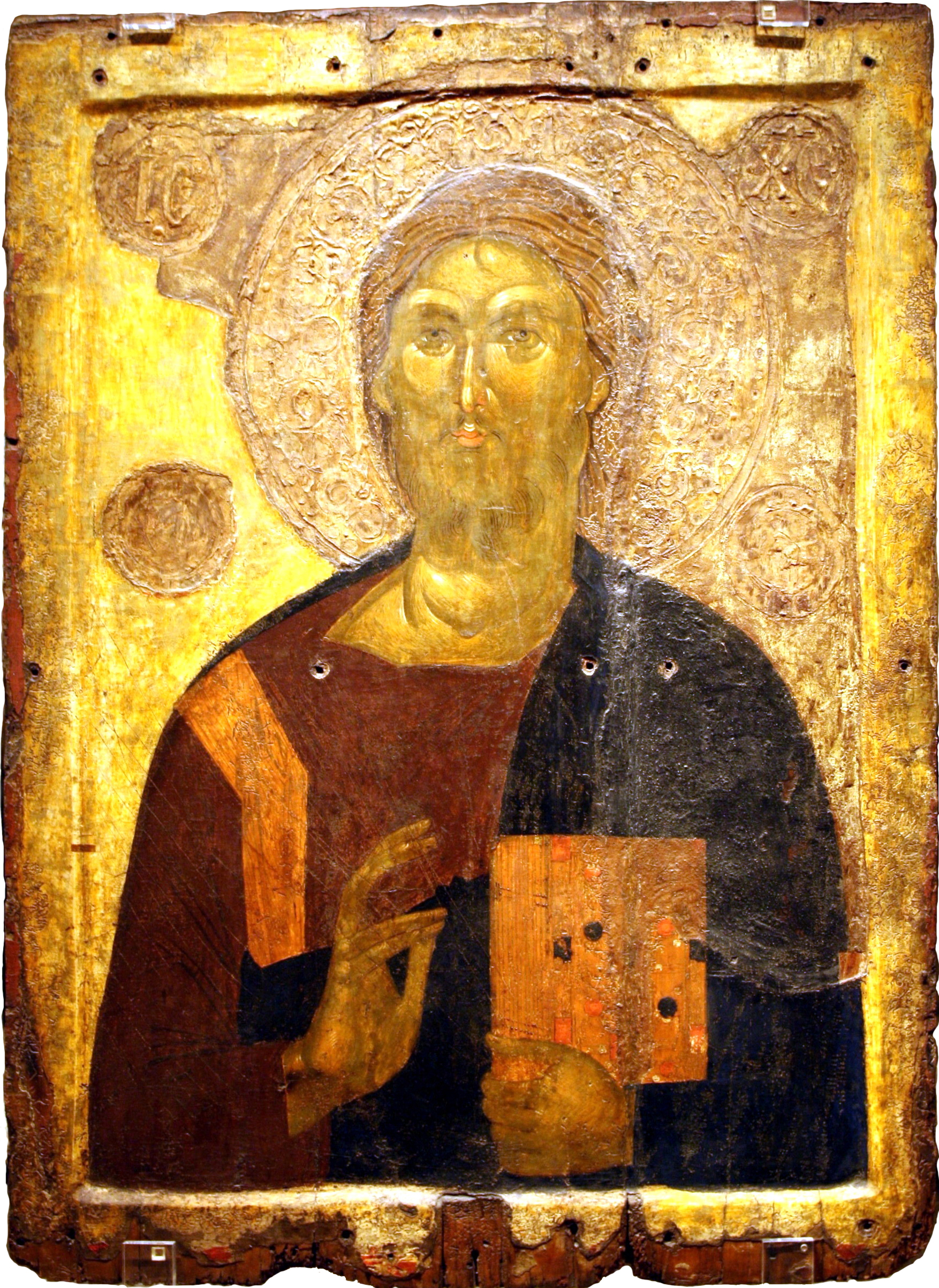
Pantocrátor del siglo XIV (bendición con dos dedos).

#### Arte occidental, medieval y moderno

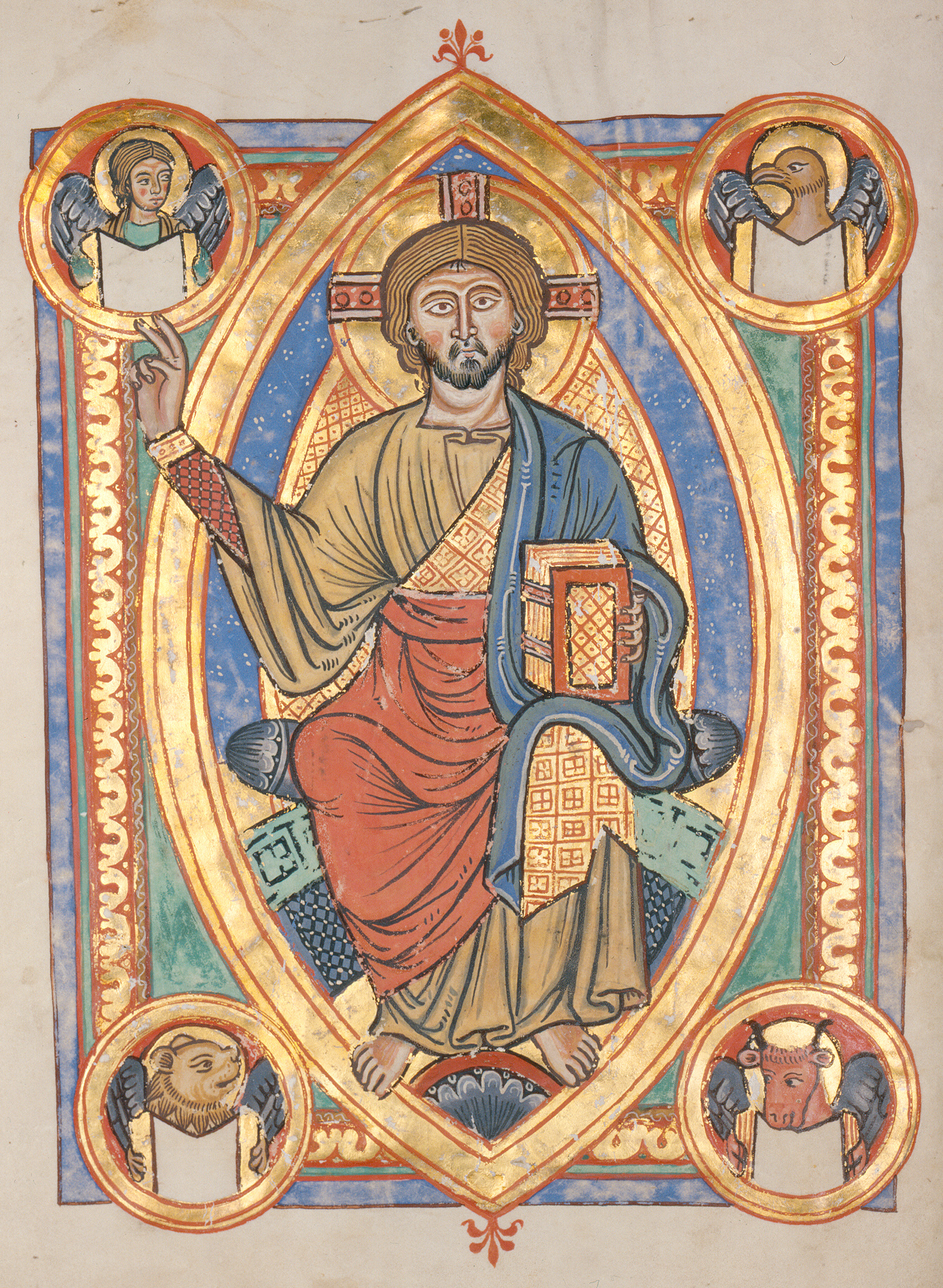
Representación convencional en el Románico del Pantocrátor (Cristo como "el que todo lo gobierna") rodeado del Tetramorfos ("las cuatro formas" o alegorías de los Evangelistas). Evangelario de Spira, ca. 1220.
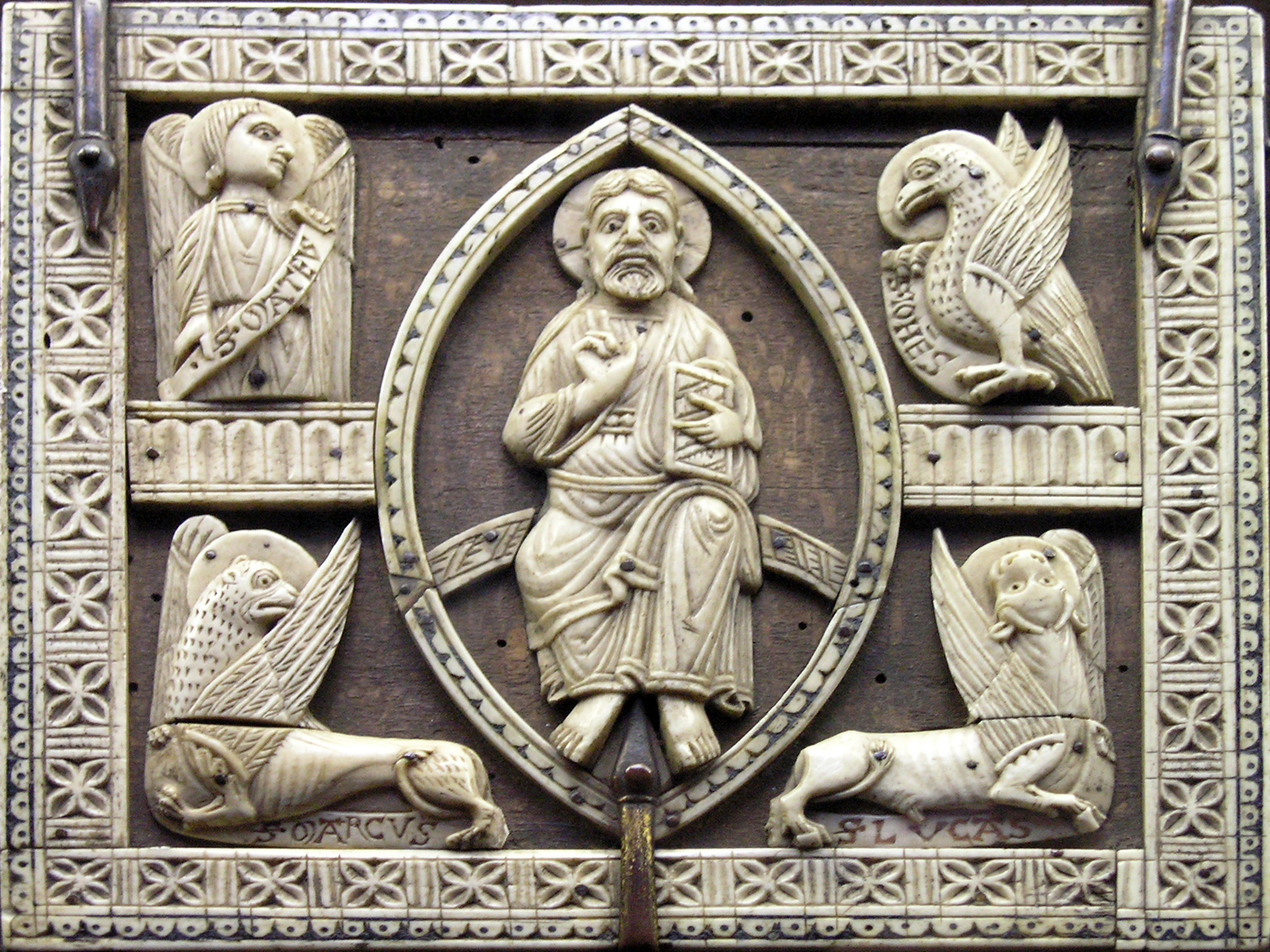
Ídem. Cofre de marfil, Colonia, primera mitad del siglo XIII.
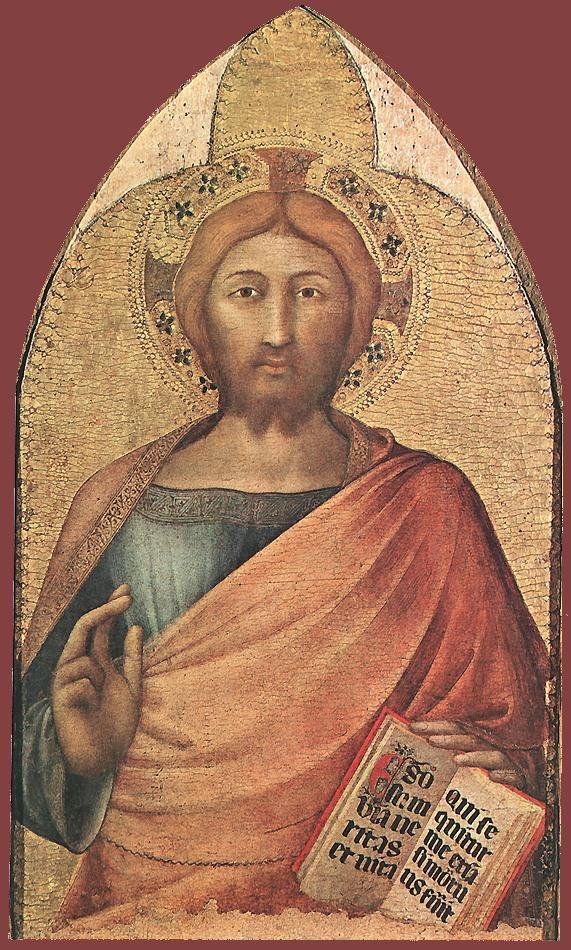
Lippo Vanni, ca. 1317.
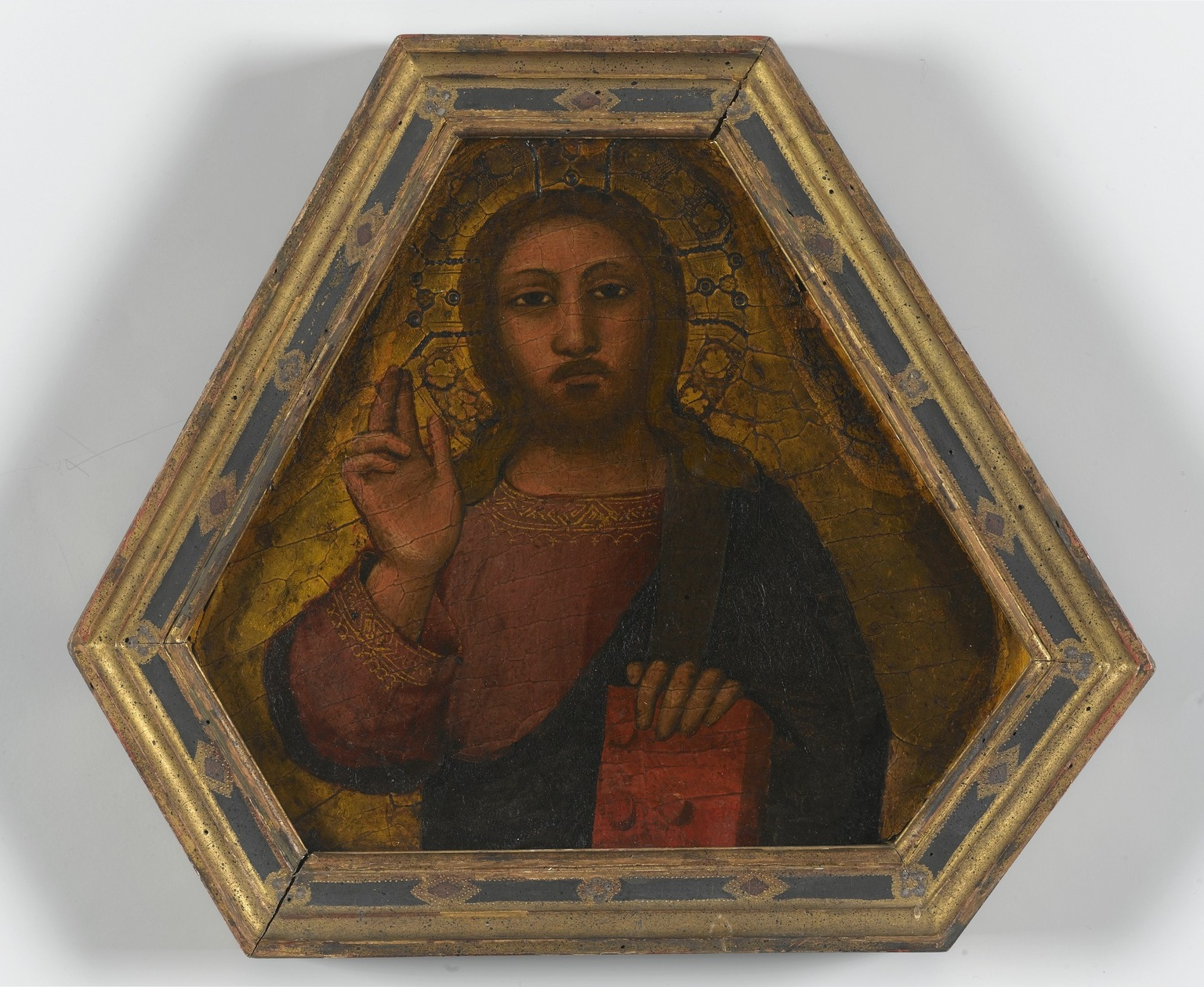
Nardo di Cione, 1343-1346.
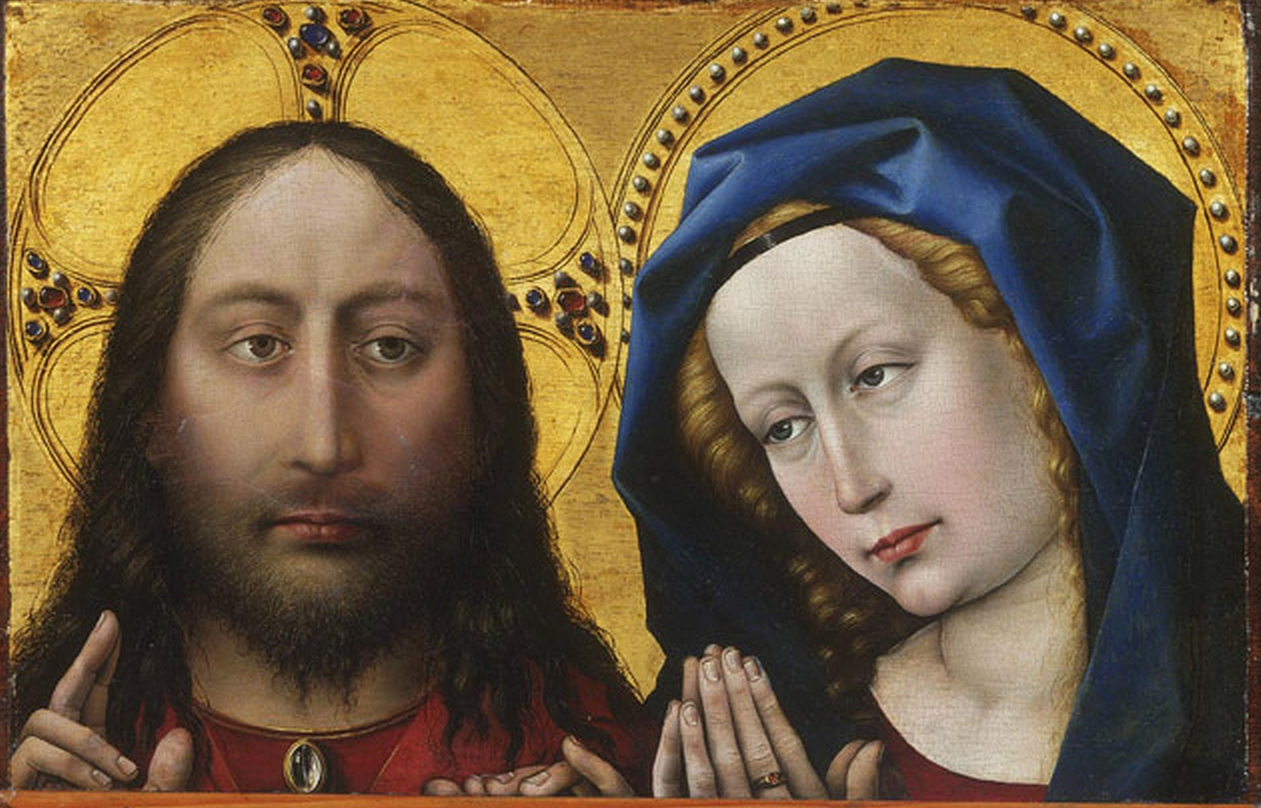
Roberto Campin, ca. 1424.
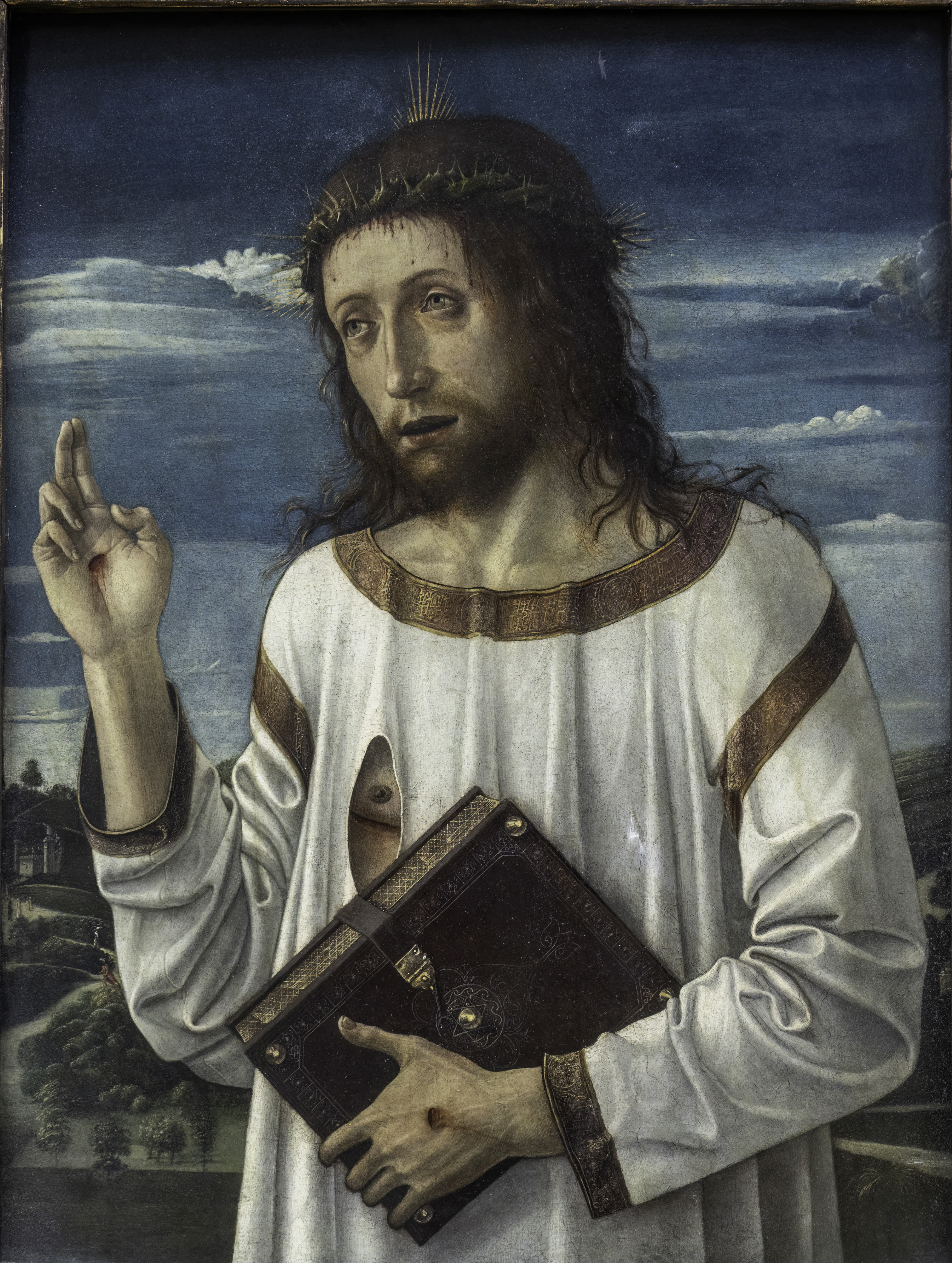
Giovanni Bellini, ca. 1465-1470.
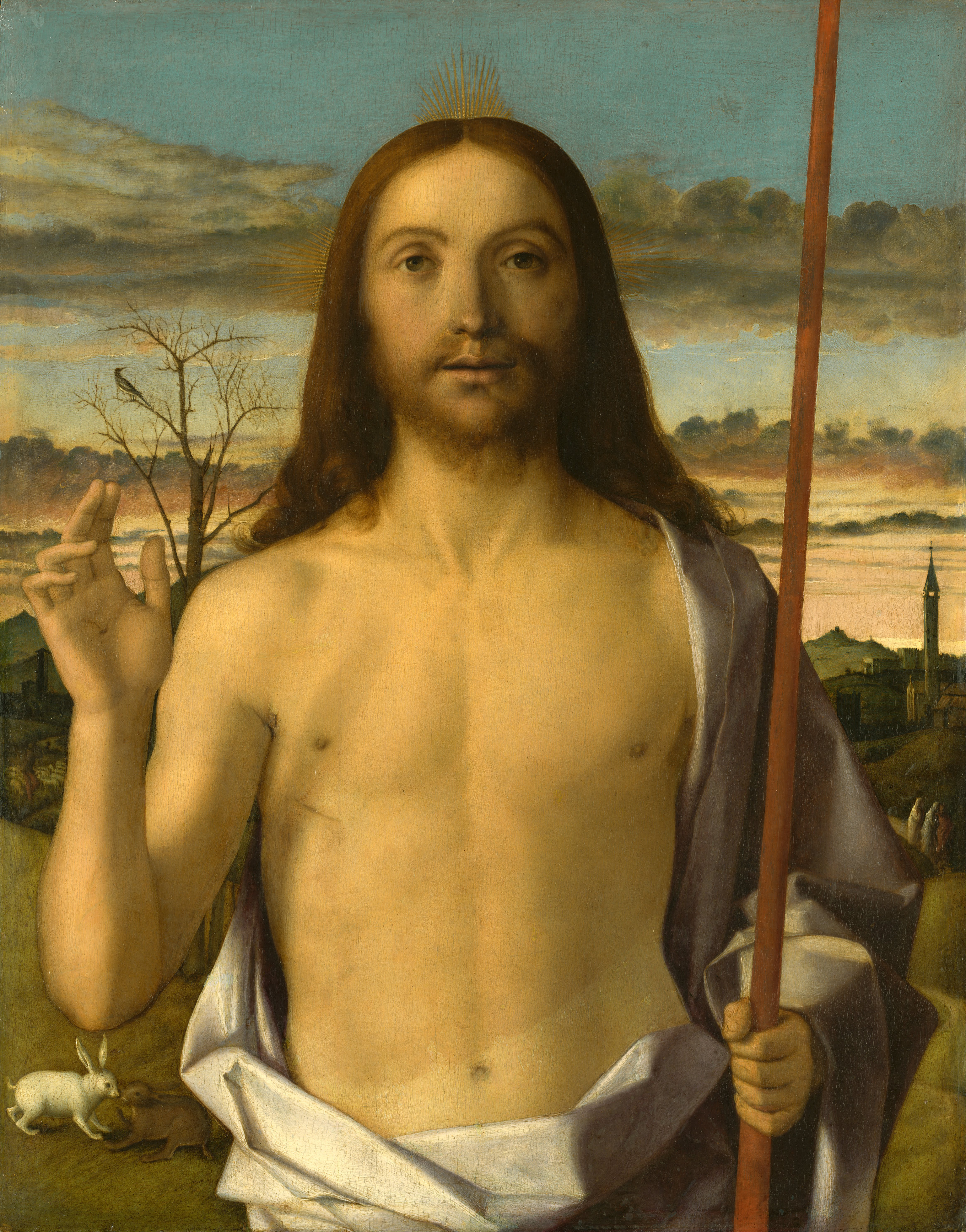
Giovanni Bellini, ca. 1500.
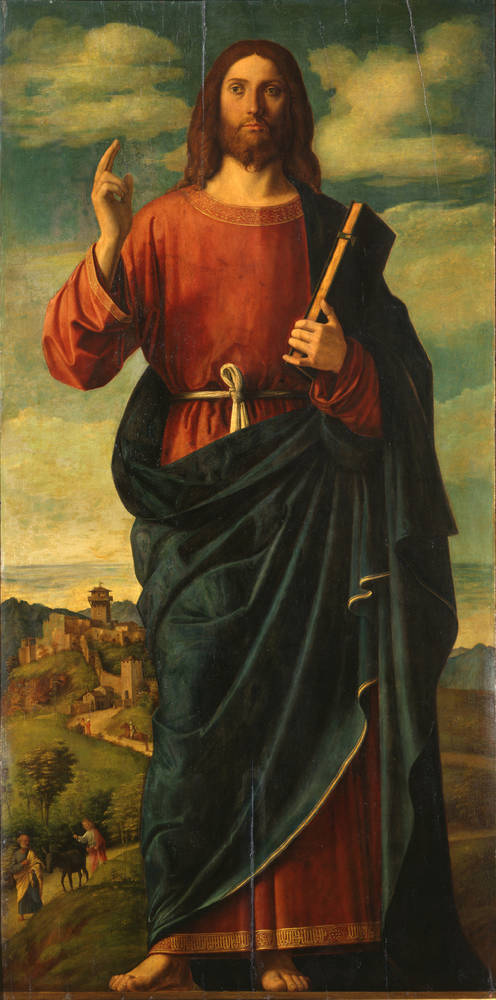
Cima da Conegliano, ca. 1496.
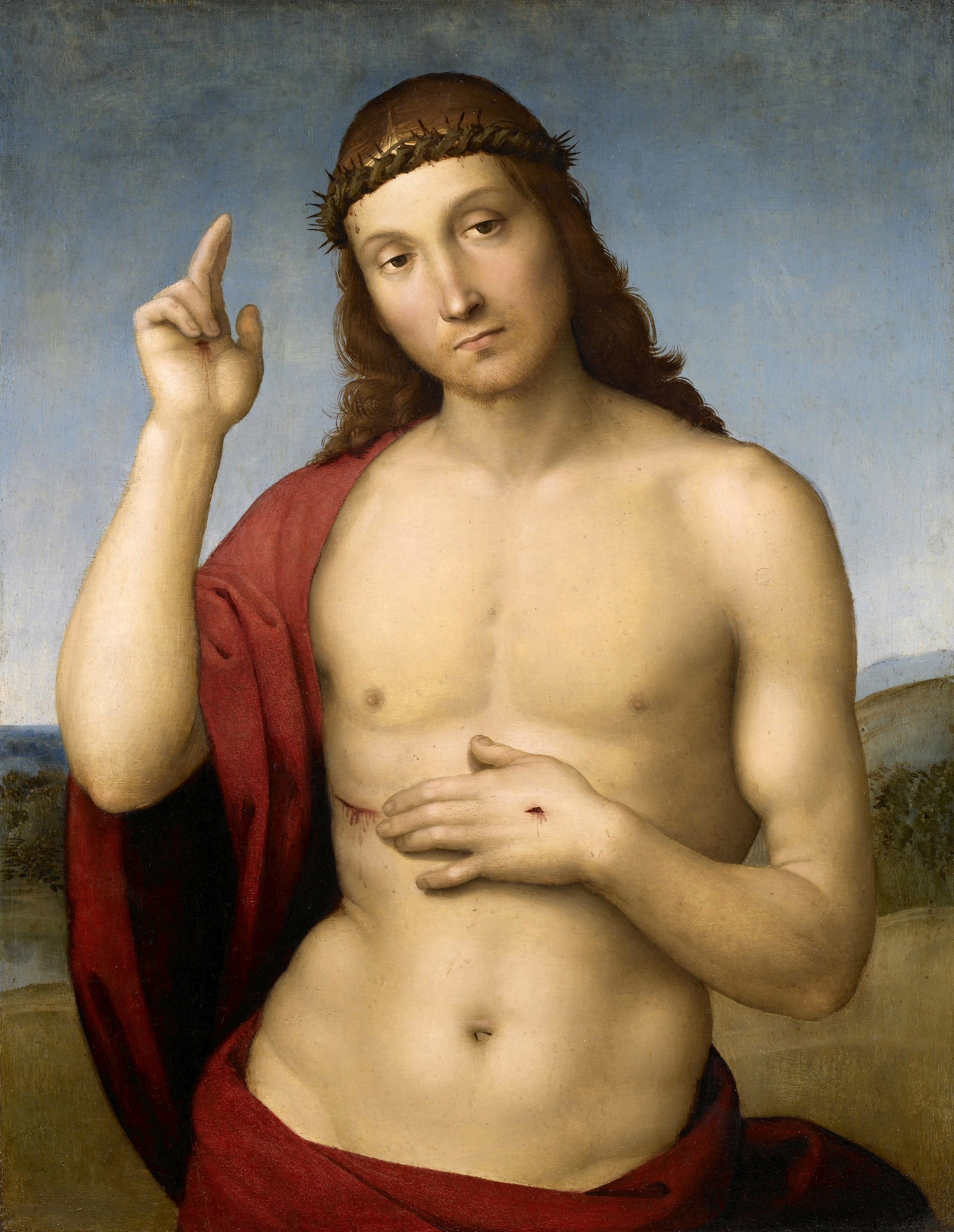
Rafael Sanzio, ca. 1506. La iconografía, con la corona de espinas y mostrando la llaga del costado, indica más bien un Cristo resucitado o Varón de dolores, su título es Cristo bendiciente o Cristo bendiciendo.
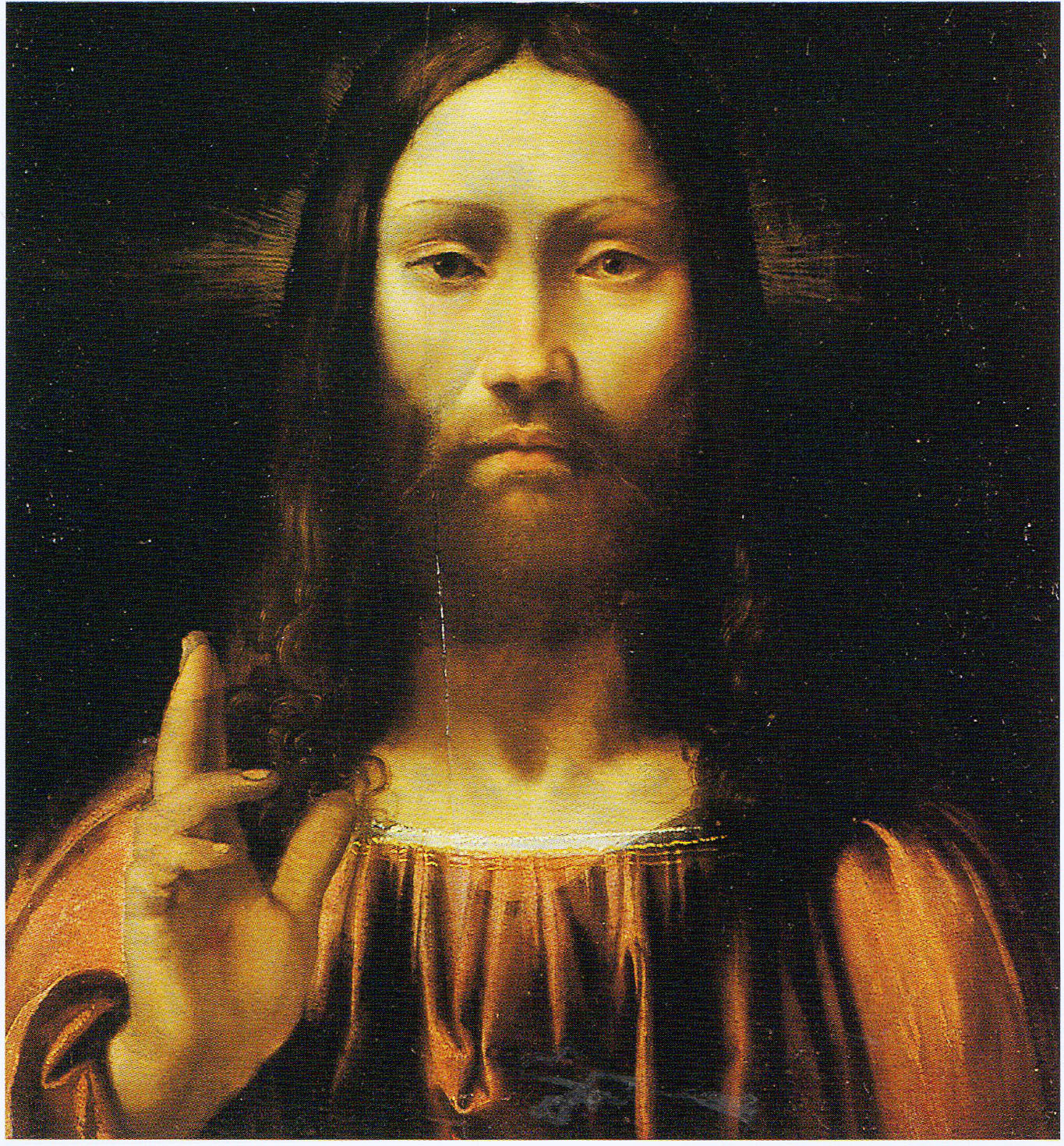
Círculo de Callisto Piazza.
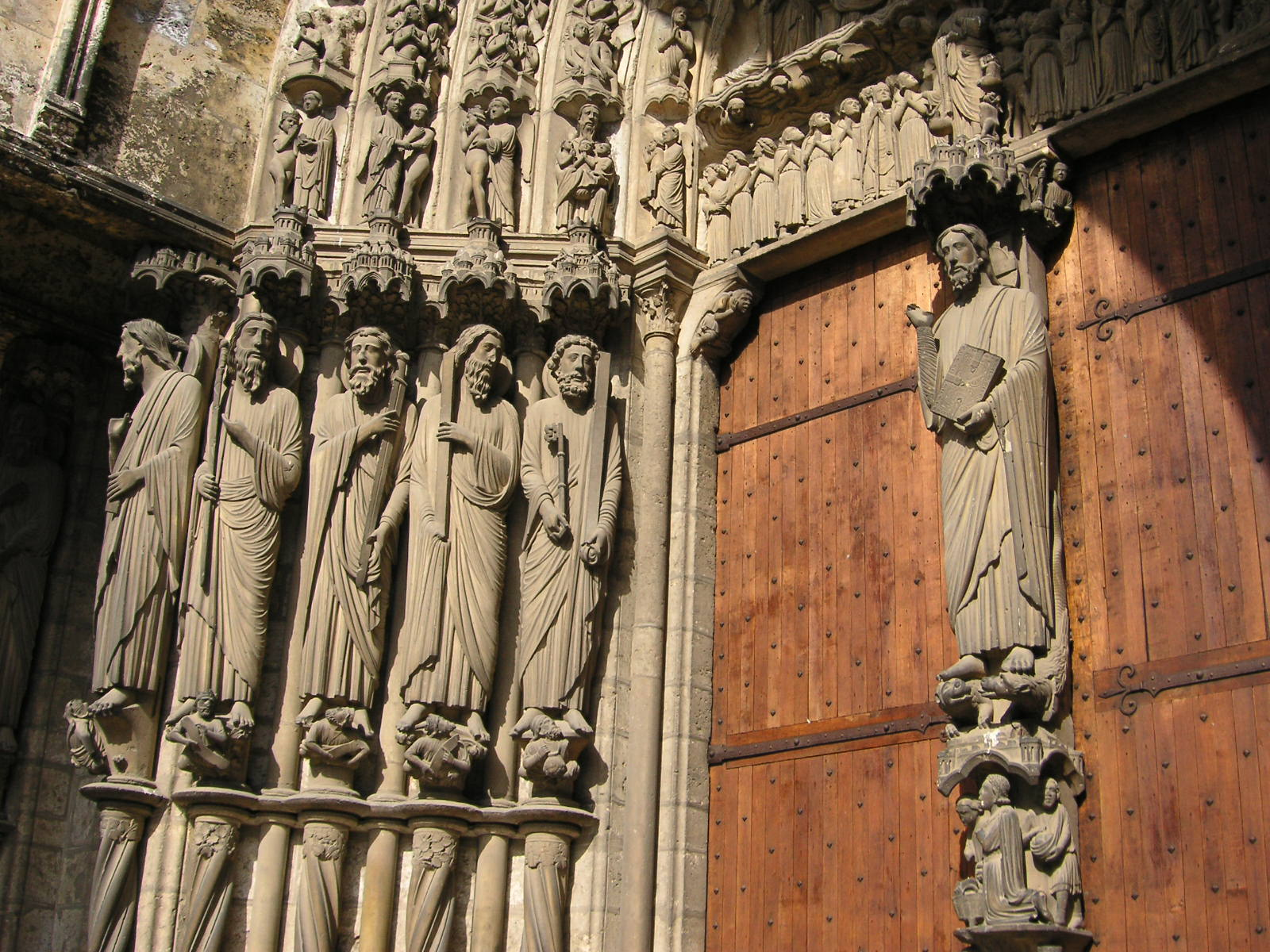
Pórtico sur de la catedral de Chartres. La imagen del parteluz es Cristo Redentor, en actitud de bendecir y sosteniendo un libro.
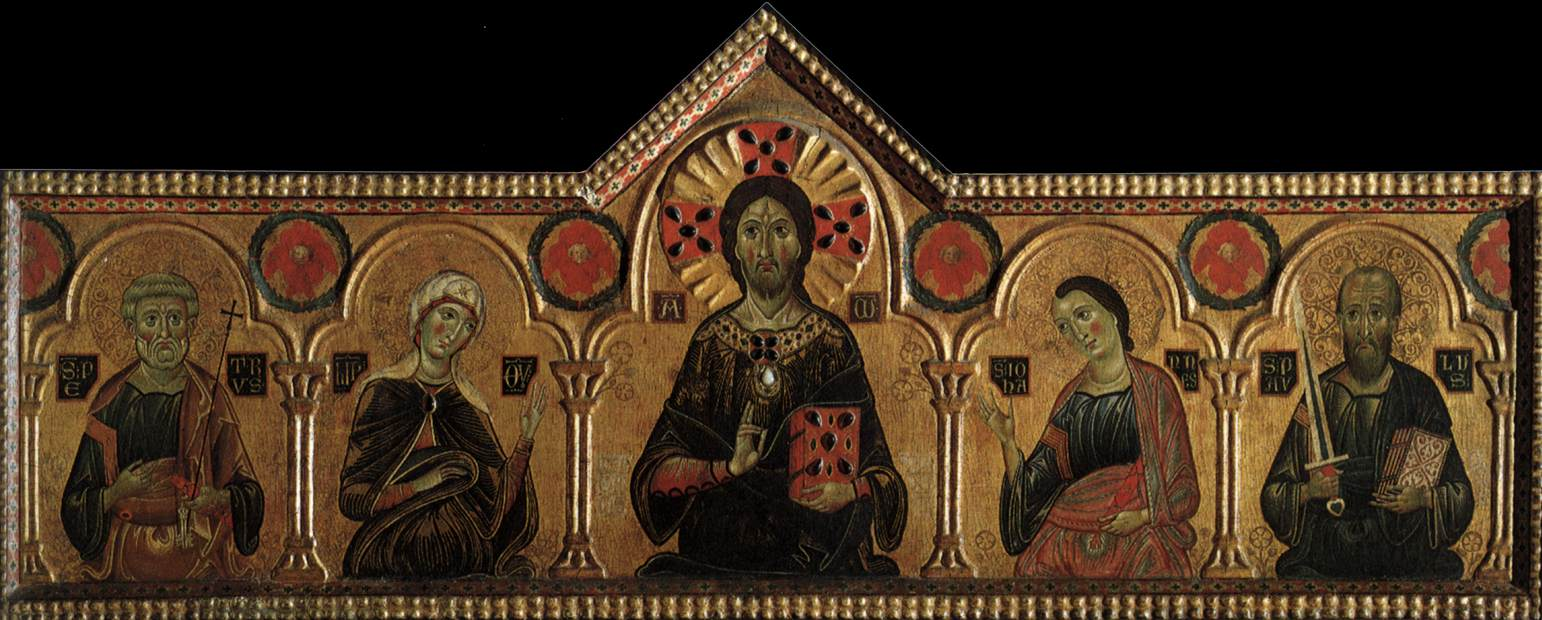
Cristo Redentor con cuatro santos, de Meliore di Jacopo, 1271.
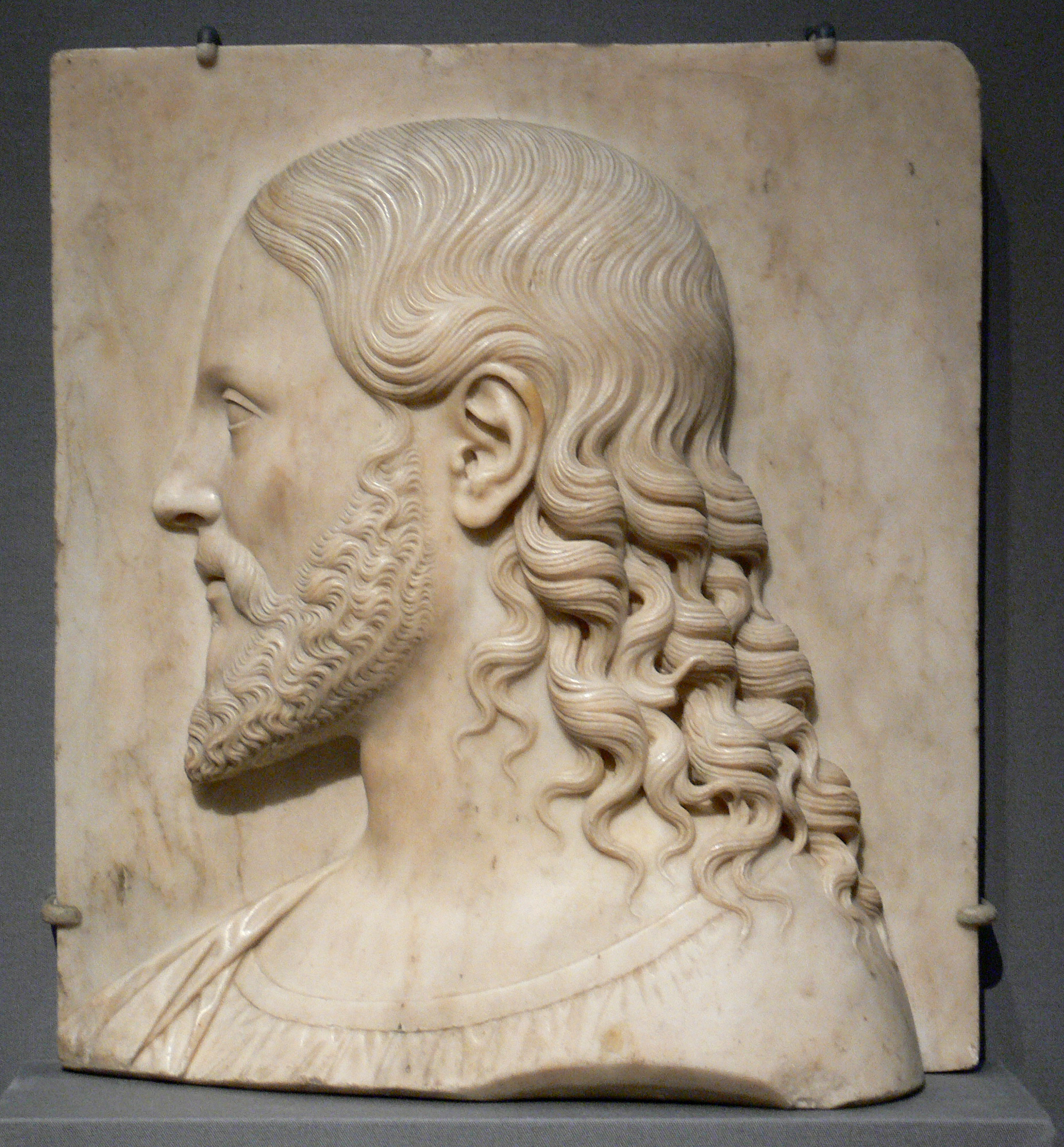
Cristo Redentor, atribuido a Tulio Lombardo, ca. 1500-1520.
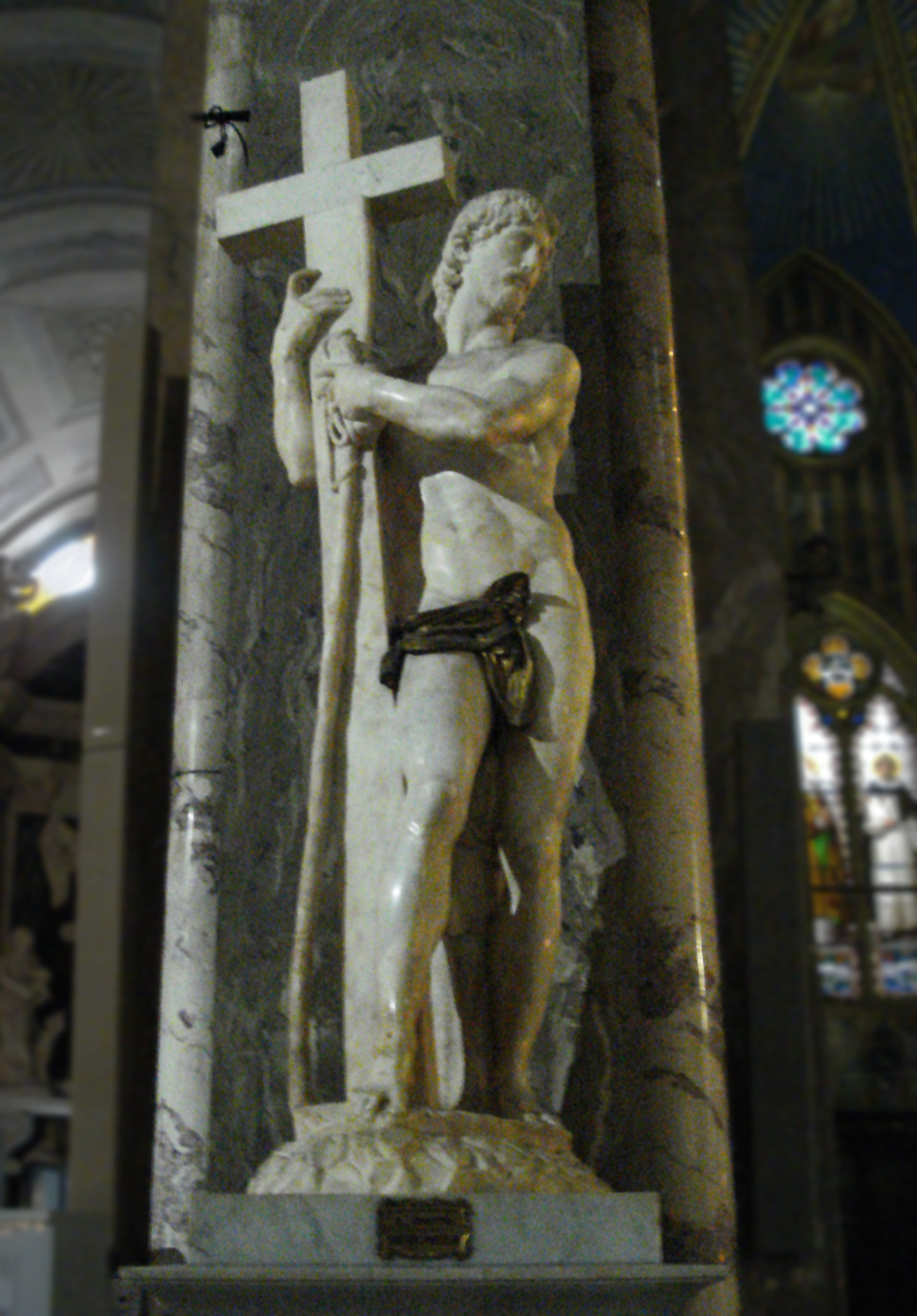
Cristo de la Minerva, de Miguel Ángel, 1521.
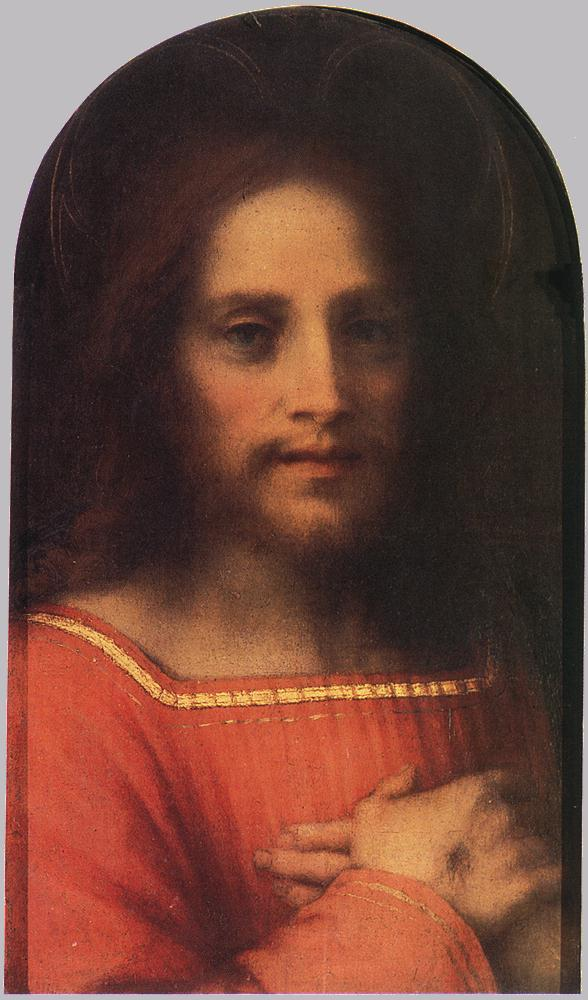
Cristo Redentor, de Andrea del Sarto, antes de 1530.
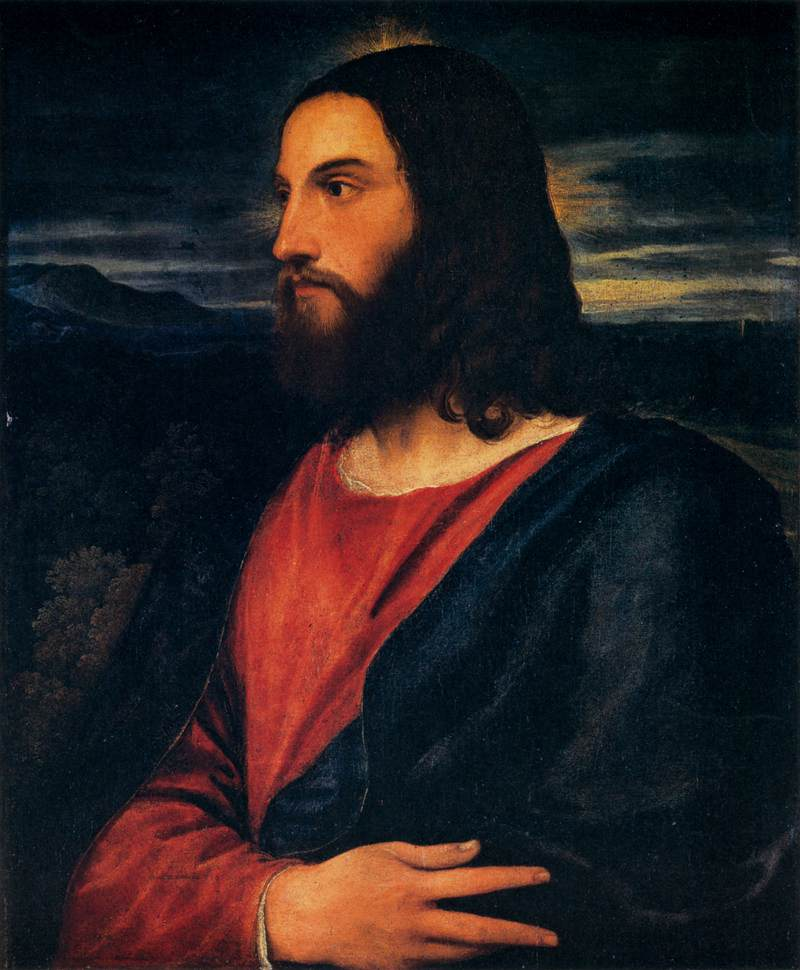
Tiziano (tiene otras con la iconografía tradicional del Salvator Mundi,[15] pero esta representación, sin orbe ni en actitud de bendecir, es más propia de su título como Cristo redentor).
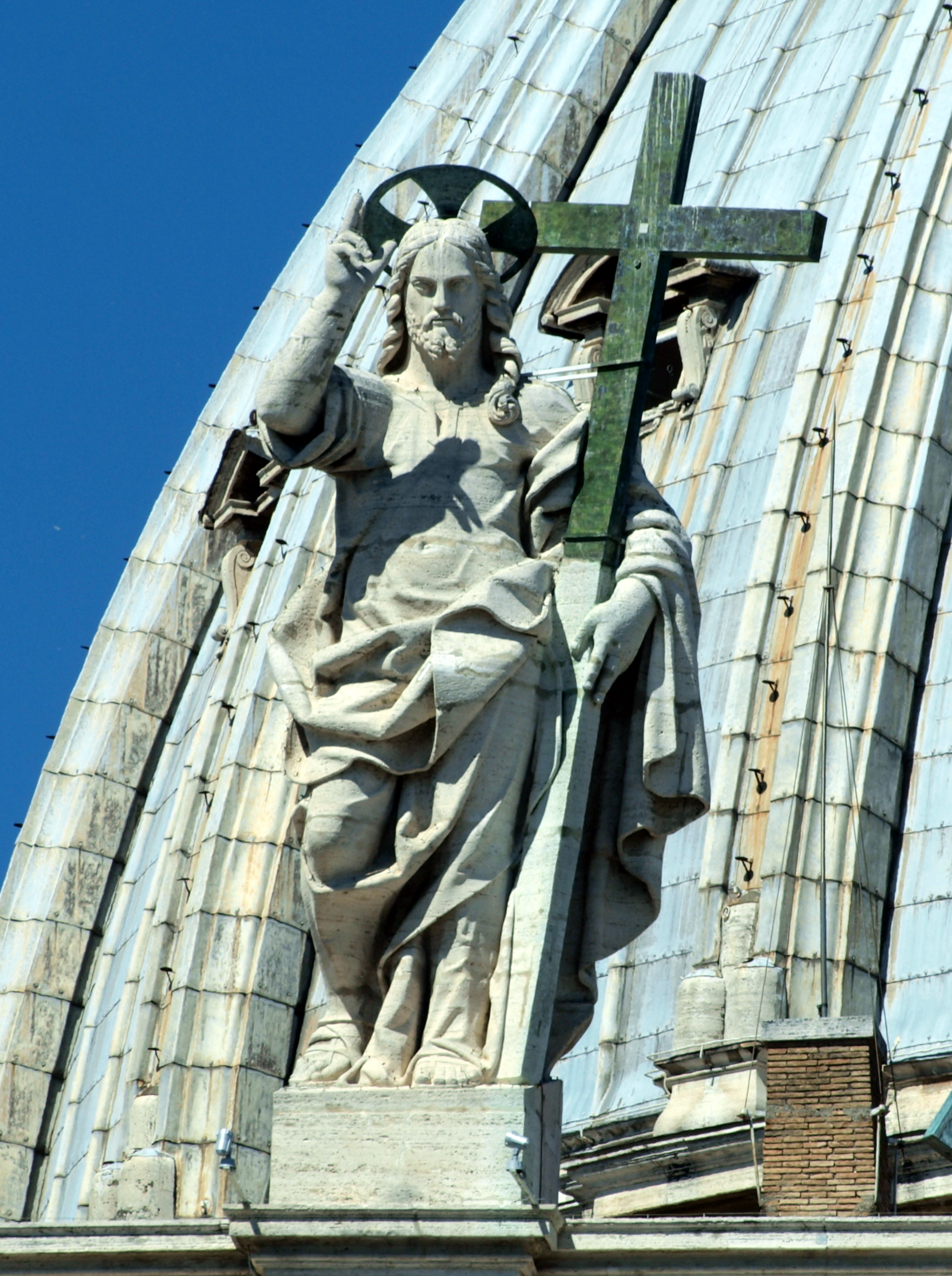
El Cristo Redentor que ocupa el lugar central entre las estatuas de santos de la Plaza de San Pedro de Roma.
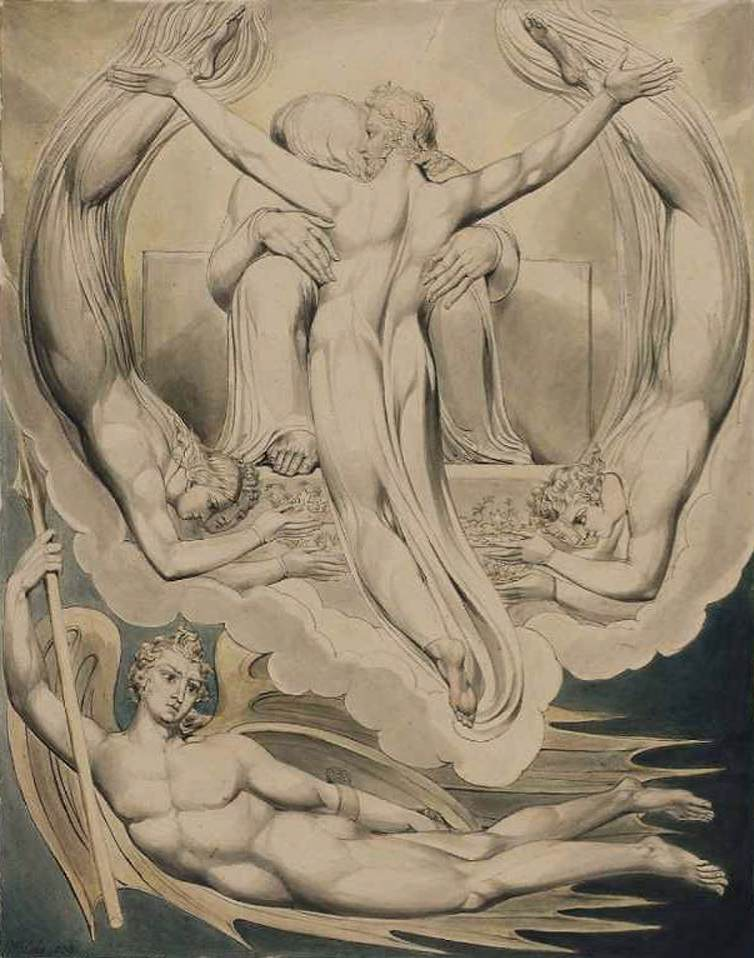
Cristo como Redentor del hombre, de William Blake, 1808.
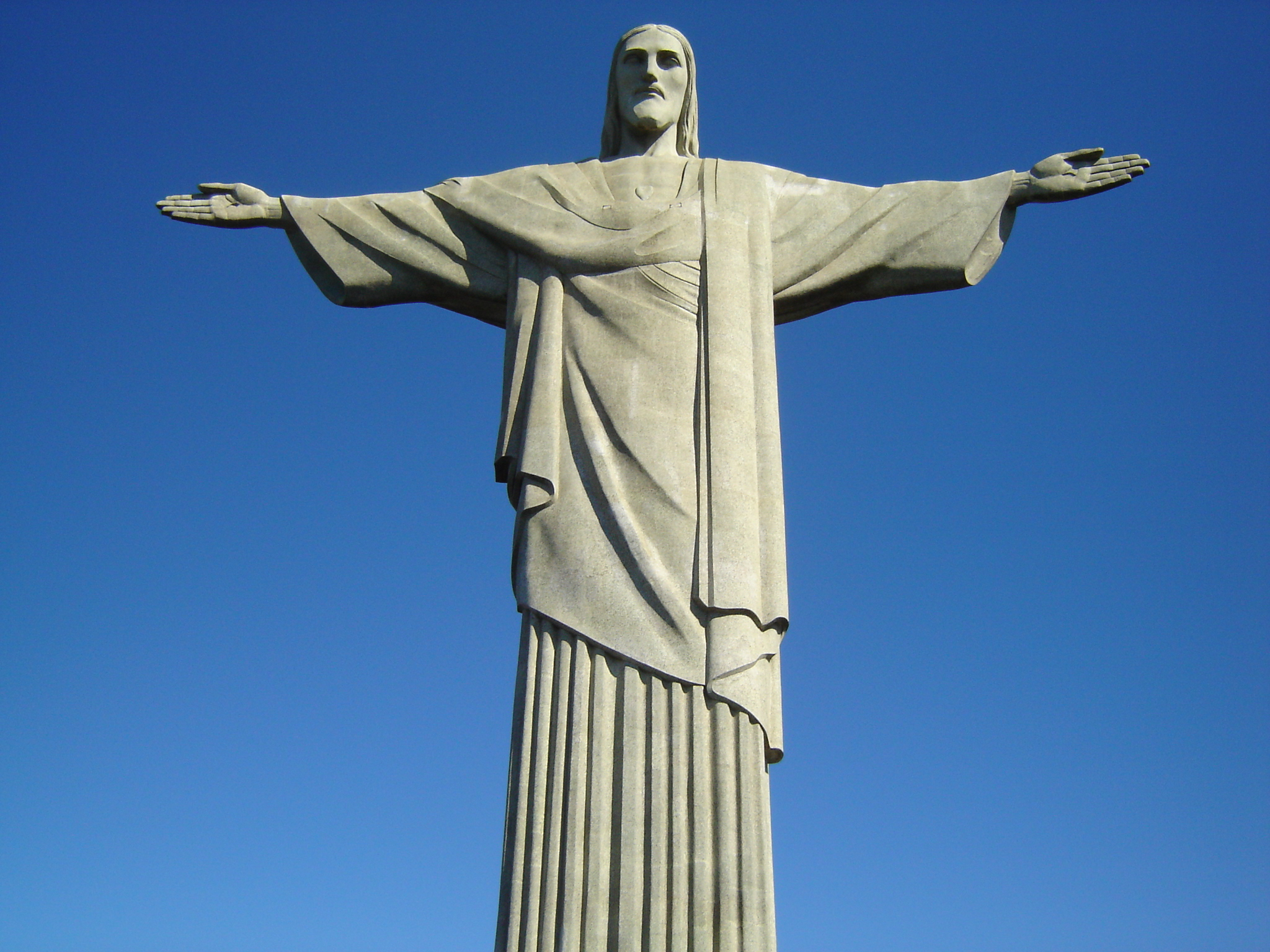
El Cristo del Corcovado.
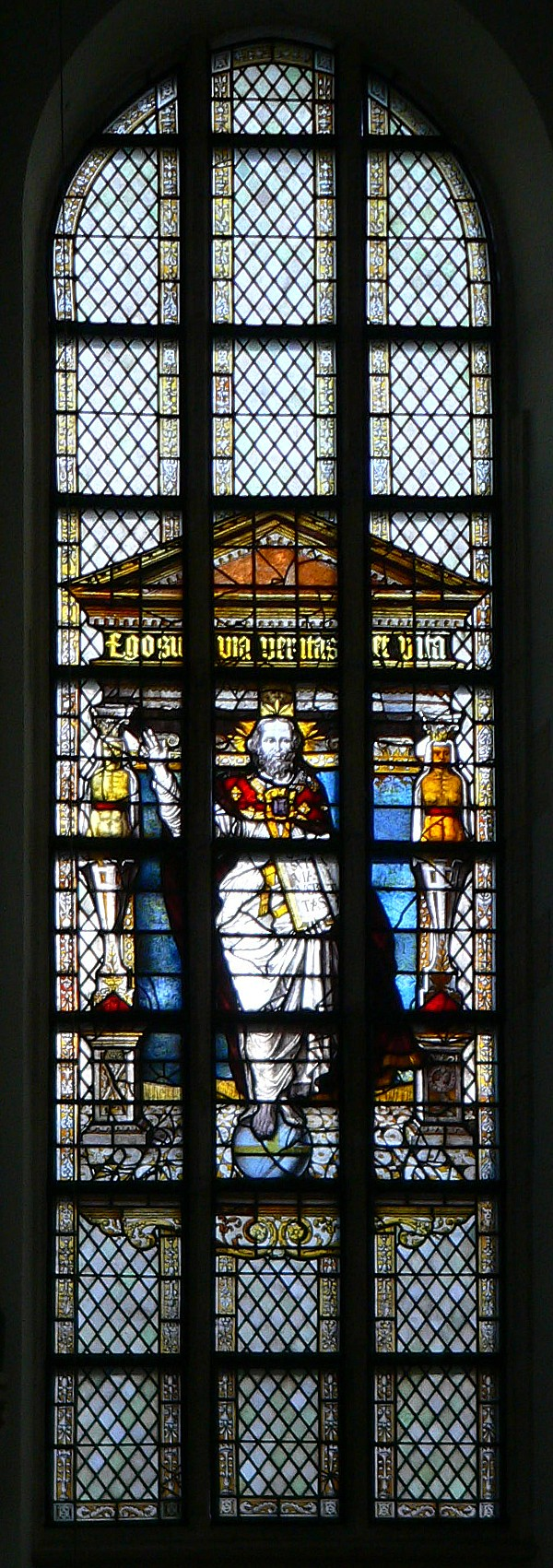
Vitral en Saint-Janskerk, Gouda.

- Wikimedia Commons alberga una categoría multimedia sobre Cristo Redentor.